# Liste der Stolpersteine in Dortmund

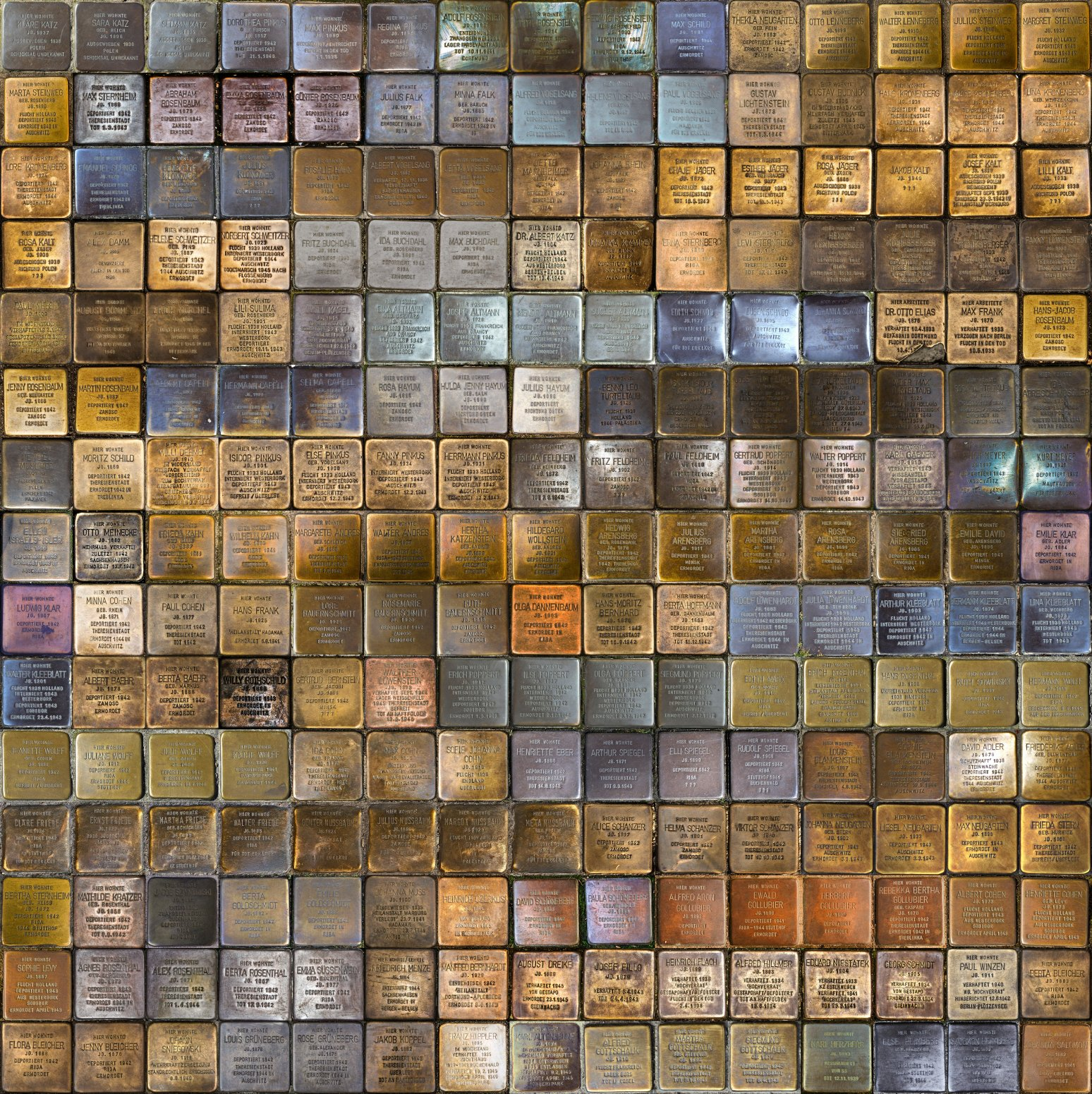
Dortmunder Stolpersteine

Die Liste der Stolpersteine in Dortmund enthält Stolpersteine, die im Rahmen des gleichnamigen Kunst-Projekts von Gunter Demnig in Dortmund verlegt wurden. Mit ihnen soll Opfern des Nationalsozialismus gedacht werden, die in Dortmund lebten und wirkten.
Die ersten Stolpersteine in Dortmund wurden am 19. Oktober 2005 im Ortsteil Husen verlegt. Sie erinnern an Erich und Kurt Meyer, die in der Husener Str. 63 gelebt hatten. Die Verlegung erfolgte auf Initiative einer Arbeitsgruppe der Hauptschule Husen.
Diese Liste enthält alle 344 bis einschließlich 22. Juni 2021 laut offizieller Liste des Jugendrings der Stadt Dortmund verlegten Steine, sowie 23 weitere, die am 6. Juni 2023 verlegt wurden, insgesamt 367 Steine.
Am 29. April 2024 wurde in Dortmund der 400. Stolperstein verlegt.

## Liste der Stolpersteine
| Adresse, Bezirk                            | Verlegedatum                    | Person, Inschrift | Bild | Ergänzungen |
| ------------------------------------------ | ------------------------------- | --- | --- | --- |
| Adlerstr. 36 DO-West ⊙                     | 9. Feb. 2012                    | Hier wohnte Selman Katz Jg. 1895 ausgewiesen 1938 Polen Schicksal unbekannt                                                                                                 | | |
| Adlerstr. 36 DO-West ⊙                     | 9. Feb. 2012                    | Hier wohnte Sara Katz geb. Reich Jg. 1896 ausgewiesen 1938 Polen Schicksal unbekannt                                                                                        | | |
| Adlerstr. 36 DO-West ⊙                     | 9. Feb. 2012                    | Hier wohnte Kläre Katz Jg. 1937 ausgewiesen 1938 Polen Schicksal unbekannt                                                                                                  | | |
| Adlerstr. 101 DO-West ⊙                    | 13. Aug. 2010                   | Hier wohnte Dorothea Pinkus geb. Hirsch Jg. 1857 deportiert 1942 Theresienstadt tot 31.1.1943                                                                               | | Dorothea Pinkus flüchtete 1922 aus Posen nach Dortmund und siedelte sich mit ihren beiden Kindern in der Adlerstraße an. Nach der Machtübernahme durch die Nationalsozialisten wurde die Familie terrorisiert. Man drängte Max aus seiner Anstellung als Frisör heraus, worauf er sich am 1. Januar 1936 selbst vergiftete. Am 16. Januar 1942 wurden Dorothea und Regina in ein Judenhaus in der Stiftstraße geschafft. Regina wurde am 27. Januar 1942 nach Riga deportiert und wurde im KZ Kaiserwald ermordet. Dorothea wurde am 29. Juli 1942 nach Theresienstadt deportiert und erlag am 31. Januar 1943 den dortigen Bedingungen. |
| Adlerstr. 101 DO-West ⊙                    | 13. Aug. 2010                   | Hier wohnte Max Pinkus Jg. 1890 gedemütigt / entrechtet Flucht in den Tod 1.1.1936                                                                                          | | Dorothea Pinkus flüchtete 1922 aus Posen nach Dortmund und siedelte sich mit ihren beiden Kindern in der Adlerstraße an. Nach der Machtübernahme durch die Nationalsozialisten wurde die Familie terrorisiert. Man drängte Max aus seiner Anstellung als Frisör heraus, worauf er sich am 1. Januar 1936 selbst vergiftete. Am 16. Januar 1942 wurden Dorothea und Regina in ein Judenhaus in der Stiftstraße geschafft. Regina wurde am 27. Januar 1942 nach Riga deportiert und wurde im KZ Kaiserwald ermordet. Dorothea wurde am 29. Juli 1942 nach Theresienstadt deportiert und erlag am 31. Januar 1943 den dortigen Bedingungen. |
| Adlerstr. 101 DO-West ⊙                    | 13. Aug. 2010                   | Hier wohnte Regina Pinkus Jg. 1896 deportiert 1942 Riga ermordet | | Dorothea Pinkus flüchtete 1922 aus Posen nach Dortmund und siedelte sich mit ihren beiden Kindern in der Adlerstraße an. Nach der Machtübernahme durch die Nationalsozialisten wurde die Familie terrorisiert. Man drängte Max aus seiner Anstellung als Frisör heraus, worauf er sich am 1. Januar 1936 selbst vergiftete. Am 16. Januar 1942 wurden Dorothea und Regina in ein Judenhaus in der Stiftstraße geschafft. Regina wurde am 27. Januar 1942 nach Riga deportiert und wurde im KZ Kaiserwald ermordet. Dorothea wurde am 29. Juli 1942 nach Theresienstadt deportiert und erlag am 31. Januar 1943 den dortigen Bedingungen. |
| Alexanderstr. 30 DO-West                   | 22. Juni 2021                   | Hier wohnte Alfred Jagusch Jg. 1894 Flucht 1939 Holland Frankreich versteckt überlebt                                                                                       | | |
| Alexanderstr. 30 DO-West                   | 22. Juni 2021                   | Hier wohnte Johanna Jagusch geb. Katzki Jg. 1858 deportiert 1942 Theresienstadt ermordet 29.9.1942                                                                          | | |
| Alexanderstr. 30 DO-West                   | 22. Juni 2021                   | Hier wohnte Thekla Jagusch geb. Heimberg Jg. 1904 deportiert 1942 Zamosc ermordet                                                                                           | | |
| Alexanderstr. 30 DO-West                   | 22. Juni 2021                   | Hier wohnte Dieter David Jagusch Jg. 1937 deportiert 1942 Zamosc ermordet                                                                                                   | | |
| Altenderner Str. 6 Scharnhorst ⊙           | 20. Nov. 2012                   | Hier wohnte Hedwig Rosenstein geb. Schönefeld Jg. 1890 deportiert 1942 Riga ermordet 9.12.1944 Stutthof                                                                     | | Die deutsche jüdische Familie Rosenstein lebte bis 1939 in der Altenderner Straße 6. Sie betrieben ein Großhandelsgeschäft in der Moltkestraße, das 1938 enteignet wurde. Im April 1941 erfolgte ihre Zwangseinweisung in das Lager Parsevalstraße, wo Adolf im Alter von nur 54 Jahren an einem Schlaganfall verstarb. Am 27. Januar 1942 wurden Hedwig und Edith mit dem Zug nach Riga deportiert. Hedwig Rosenstein verstarb vermutlich schon im Ghetto in Riga, ihre Tochter Edith kam am 9. August 1944 im KZ Stutthof an, wo sie am 26. November 1944 starb. |
| Altenderner Str. 6 Scharnhorst ⊙           | 20. Nov. 2012                   | Hier wohnte Adolf Rosenstein Jg. 1887 Enteignung Zwangseinweisung Lager Parsevalstraße tot 10.11.1941 Dortmund                                                              | | Die deutsche jüdische Familie Rosenstein lebte bis 1939 in der Altenderner Straße 6. Sie betrieben ein Großhandelsgeschäft in der Moltkestraße, das 1938 enteignet wurde. Im April 1941 erfolgte ihre Zwangseinweisung in das Lager Parsevalstraße, wo Adolf im Alter von nur 54 Jahren an einem Schlaganfall verstarb. Am 27. Januar 1942 wurden Hedwig und Edith mit dem Zug nach Riga deportiert. Hedwig Rosenstein verstarb vermutlich schon im Ghetto in Riga, ihre Tochter Edith kam am 9. August 1944 im KZ Stutthof an, wo sie am 26. November 1944 starb. |
| Altenderner Str. 6 Scharnhorst ⊙           | 20. Nov. 2012                   | Hier wohnte Edith Rosenstein Jg. 1914 deportiert 1942 Riga ermordet 26.12.1944 Stutthof                                                                                     | | Die deutsche jüdische Familie Rosenstein lebte bis 1939 in der Altenderner Straße 6. Sie betrieben ein Großhandelsgeschäft in der Moltkestraße, das 1938 enteignet wurde. Im April 1941 erfolgte ihre Zwangseinweisung in das Lager Parsevalstraße, wo Adolf im Alter von nur 54 Jahren an einem Schlaganfall verstarb. Am 27. Januar 1942 wurden Hedwig und Edith mit dem Zug nach Riga deportiert. Hedwig Rosenstein verstarb vermutlich schon im Ghetto in Riga, ihre Tochter Edith kam am 9. August 1944 im KZ Stutthof an, wo sie am 26. November 1944 starb. |
| Am Gulloh 42 Eving ⊙                       | 13. Aug. 2010                   | Hier wohnte Max Schild Jg. 1881 deportiert 1944 Auschwitz ermordet | | Max Schild war Textilhändler und wurde in der Gaskammer in Auschwitz ermordet. |
| Am Knappenberg 51 DO-Ost                   | 15. Sep. 2018                   | Hier wohnte Moritz Nußbaum Jg. 1878 'Schutzhaft’ 1938 Steinwache deportiert 1942 Theresienstadt ermordet 12.5.1943                                                          | | |
| Am Knappenberg 51 DO-Ost                   | 15. Sep. 2018                   | Hier wohnte Jenny Nußbaum geb. Plaut Jg. 1883 deportiert 1942 Theresienstadt 1944 Auschwitz ermordet                                                                        | | |
| Am Knappenberg 71 DO-Ost ⊙                 | 22. Juni 2021                   | Hier wohnte Betty Aronstein Jg. 1863 deportiert 1942 Theresienstadt ermordet 26.8.1942                                                                                      | | |
| Am Knappenberg 71 DO-Ost ⊙                 | 22. Juni 2021                   | Hier wohnte Gertrud Aronstein Jg. 1899 deportiert 1942 Zamosc ermordet | | |
| Am Schwanenwall 46 ⊙                       | 6. Juni 2023                    | Hier wohnte Richard Rosenfeld | | |
| Am Schwanenwall 46 ⊙                       | 6. Juni 2023                    | Hier wohnte Rosa Minna Rosenfeld | | |
| Am Schwanenwall 46 ⊙                       | 6. Juni 2023                    | Hier wohnte Hans Rosenfeld | | |
| Am Schwanenwall 46 ⊙                       | 6. Juni 2023                    | Hier wohnte Ruth Rosenfeld | | |
| Andreasstr. 7 DO-Nord ⊙                    | 9. Feb. 2012                    | Hier wohnte Thekla Neugarten geb. Fein Jg. 1883 deportiert 1942 ermordet 1942 Zamosc                                                                                        | | |
| Aplerbecker Marktplatz 6 Aplerbeck ⊙       | 4. Dez. 2006                    | Hier wohnte Julius Steinweg Jg. 1886 Flucht Holland deportiert 1943 ermordet 1943 in Auschwitz                                                                              | | Julius Steinweg betrieb im Haus am Aplerbecker Marktplatz 3 ein Haushaltswarengeschäft. Die Familie bestehend aus Julius, seiner Frau Martha, der Tochter Margret und den Söhnen Hans und Herbert wohnte im Haus Aplerbecker Marktplatz 6. Bereits 1933 wurde Julius Steinweg von der Gestapo verhaftet, da man ihm Kontakte zur KDP vorwarf. Aus dem Gefängnis organisierte er die Flucht seiner Familie nach Holland und flüchtete selbst dorthin. In Holland wurde die Familie als erste jüdische Flüchtlinge registriert. 1943 wurden Julius, Martha und Margret Steinweg ins KZ Westerborg und dann unmittelbar weiter nach Auschwitz transportiert, wo sie vergast wurden. Die Söhne Hans und Herbert konnten in Holland mit falschem Namen im Untergrund überleben. Nach der Flucht der Familie Steinweg übernahm Otto Lenneberg das Geschäft der Familie Steinweg. Otto Lenneberg, ebenfalls jüdischen Glaubens, hingegen seine Frau Franziska nicht. Die Kinder Ursula und Walter wurden im jüdischen Glauben erzogen, galten somit als Geltungsjuden. Otto Lenneberg und sein Sohn Walter wurden am 1. Oktober 1944 nach Auschwitz transportiert und direkt vergast. Ursula Lenneberg wurde am 23. Oktober 1944 nach Auschwitz transportiert, sie überlebte, fand ihre Mutter wieder und beide wanderten in die Vereinigten Staaten aus. |
| Aplerbecker Marktplatz 6 Aplerbeck ⊙       | 4. Dez. 2006                    | Hier wohnte Margret Steinweg Jg. 1932 Flucht Holland deportiert 1943 ermordet 1943 in Auschwitz                                                                             | | Julius Steinweg betrieb im Haus am Aplerbecker Marktplatz 3 ein Haushaltswarengeschäft. Die Familie bestehend aus Julius, seiner Frau Martha, der Tochter Margret und den Söhnen Hans und Herbert wohnte im Haus Aplerbecker Marktplatz 6. Bereits 1933 wurde Julius Steinweg von der Gestapo verhaftet, da man ihm Kontakte zur KDP vorwarf. Aus dem Gefängnis organisierte er die Flucht seiner Familie nach Holland und flüchtete selbst dorthin. In Holland wurde die Familie als erste jüdische Flüchtlinge registriert. 1943 wurden Julius, Martha und Margret Steinweg ins KZ Westerborg und dann unmittelbar weiter nach Auschwitz transportiert, wo sie vergast wurden. Die Söhne Hans und Herbert konnten in Holland mit falschem Namen im Untergrund überleben. Nach der Flucht der Familie Steinweg übernahm Otto Lenneberg das Geschäft der Familie Steinweg. Otto Lenneberg, ebenfalls jüdischen Glaubens, hingegen seine Frau Franziska nicht. Die Kinder Ursula und Walter wurden im jüdischen Glauben erzogen, galten somit als Geltungsjuden. Otto Lenneberg und sein Sohn Walter wurden am 1. Oktober 1944 nach Auschwitz transportiert und direkt vergast. Ursula Lenneberg wurde am 23. Oktober 1944 nach Auschwitz transportiert, sie überlebte, fand ihre Mutter wieder und beide wanderten in die Vereinigten Staaten aus. |
| Aplerbecker Marktplatz 6 Aplerbeck ⊙       | 4. Dez. 2006                    | Hier wohnte Marta Steinweg geb. Rosenberg Jg. 1890 Flucht Holland deportiert 1943 ermordet 1943 in Auschwitz                                                                | | Julius Steinweg betrieb im Haus am Aplerbecker Marktplatz 3 ein Haushaltswarengeschäft. Die Familie bestehend aus Julius, seiner Frau Martha, der Tochter Margret und den Söhnen Hans und Herbert wohnte im Haus Aplerbecker Marktplatz 6. Bereits 1933 wurde Julius Steinweg von der Gestapo verhaftet, da man ihm Kontakte zur KDP vorwarf. Aus dem Gefängnis organisierte er die Flucht seiner Familie nach Holland und flüchtete selbst dorthin. In Holland wurde die Familie als erste jüdische Flüchtlinge registriert. 1943 wurden Julius, Martha und Margret Steinweg ins KZ Westerborg und dann unmittelbar weiter nach Auschwitz transportiert, wo sie vergast wurden. Die Söhne Hans und Herbert konnten in Holland mit falschem Namen im Untergrund überleben. Nach der Flucht der Familie Steinweg übernahm Otto Lenneberg das Geschäft der Familie Steinweg. Otto Lenneberg, ebenfalls jüdischen Glaubens, hingegen seine Frau Franziska nicht. Die Kinder Ursula und Walter wurden im jüdischen Glauben erzogen, galten somit als Geltungsjuden. Otto Lenneberg und sein Sohn Walter wurden am 1. Oktober 1944 nach Auschwitz transportiert und direkt vergast. Ursula Lenneberg wurde am 23. Oktober 1944 nach Auschwitz transportiert, sie überlebte, fand ihre Mutter wieder und beide wanderten in die Vereinigten Staaten aus. |
| Aplerbecker Marktplatz 6 Aplerbeck ⊙       | 4. Dez. 2006                    | Hier wohnte Otto Lenneberg Jg. 1899 deportiert 1942 Theresienstadt ermordet 1944 in Auschwitz                                                                               | | Julius Steinweg betrieb im Haus am Aplerbecker Marktplatz 3 ein Haushaltswarengeschäft. Die Familie bestehend aus Julius, seiner Frau Martha, der Tochter Margret und den Söhnen Hans und Herbert wohnte im Haus Aplerbecker Marktplatz 6. Bereits 1933 wurde Julius Steinweg von der Gestapo verhaftet, da man ihm Kontakte zur KDP vorwarf. Aus dem Gefängnis organisierte er die Flucht seiner Familie nach Holland und flüchtete selbst dorthin. In Holland wurde die Familie als erste jüdische Flüchtlinge registriert. 1943 wurden Julius, Martha und Margret Steinweg ins KZ Westerborg und dann unmittelbar weiter nach Auschwitz transportiert, wo sie vergast wurden. Die Söhne Hans und Herbert konnten in Holland mit falschem Namen im Untergrund überleben. Nach der Flucht der Familie Steinweg übernahm Otto Lenneberg das Geschäft der Familie Steinweg. Otto Lenneberg, ebenfalls jüdischen Glaubens, hingegen seine Frau Franziska nicht. Die Kinder Ursula und Walter wurden im jüdischen Glauben erzogen, galten somit als Geltungsjuden. Otto Lenneberg und sein Sohn Walter wurden am 1. Oktober 1944 nach Auschwitz transportiert und direkt vergast. Ursula Lenneberg wurde am 23. Oktober 1944 nach Auschwitz transportiert, sie überlebte, fand ihre Mutter wieder und beide wanderten in die Vereinigten Staaten aus. |
| Aplerbecker Marktplatz 6 Aplerbeck ⊙       | 4. Dez. 2006                    | Hier wohnte Walter Lenneberg Jg. 1930 deportiert 1942 Theresienstadt ermordet 1944 in Auschwitz                                                                             | | Julius Steinweg betrieb im Haus am Aplerbecker Marktplatz 3 ein Haushaltswarengeschäft. Die Familie bestehend aus Julius, seiner Frau Martha, der Tochter Margret und den Söhnen Hans und Herbert wohnte im Haus Aplerbecker Marktplatz 6. Bereits 1933 wurde Julius Steinweg von der Gestapo verhaftet, da man ihm Kontakte zur KDP vorwarf. Aus dem Gefängnis organisierte er die Flucht seiner Familie nach Holland und flüchtete selbst dorthin. In Holland wurde die Familie als erste jüdische Flüchtlinge registriert. 1943 wurden Julius, Martha und Margret Steinweg ins KZ Westerborg und dann unmittelbar weiter nach Auschwitz transportiert, wo sie vergast wurden. Die Söhne Hans und Herbert konnten in Holland mit falschem Namen im Untergrund überleben. Nach der Flucht der Familie Steinweg übernahm Otto Lenneberg das Geschäft der Familie Steinweg. Otto Lenneberg, ebenfalls jüdischen Glaubens, hingegen seine Frau Franziska nicht. Die Kinder Ursula und Walter wurden im jüdischen Glauben erzogen, galten somit als Geltungsjuden. Otto Lenneberg und sein Sohn Walter wurden am 1. Oktober 1944 nach Auschwitz transportiert und direkt vergast. Ursula Lenneberg wurde am 23. Oktober 1944 nach Auschwitz transportiert, sie überlebte, fand ihre Mutter wieder und beide wanderten in die Vereinigten Staaten aus. |
| Aplerbecker Str. 503 Aplerbeck ⊙           | 2. Juni 2009                    | Hier wohnte Max Sternheim Jg. 1868 deportiert 1942 Theresienstadt tot 1.3.1943                                                                                              | | Max Sternheim ist in diesem Haus geboren worden und hat die meiste Zeit seines Lebens dort gelebt. Später hat es ihm auch gehört. Verheiratet war er mit Johanna, die 1939 im Hörder Josephshospital verstarb. Sie hatten zwei Kinder, die Tochter Bertha und den Sohn Karl. Karl Sternheim war bereits 1933 nach Aachen gezogen, er überlebte den Krieg, Tochter Bertha zog zunächst nach Hamburg, später heiratete sie nach Wuppertal. Sternheim übte unterschiedliche Berufe aus. Er wurde als Conditor, Kaufmann oder Viehhändler geführt. Nach dem Tod seiner Frau zog er in die Nähe der Tochter nach Wuppertal. Dort wechselte er mehrmals die Wohnung, schließlich lebte er in einem jüdischen Altenheim. 1942 wurde er ins KZ Theresienstadt deportiert, wo er acht Monate später starb. Seine Tochter Bertha wurde vermutlich nach Minsk deportiert und dort ermordet. |
| Arminiusstr. 5 Huckarde ⊙                  | 5. Feb. 2008                    | Hier wohnte Abraham Rosenbaum Jg. 1879 deportiert 1942 Zamosc ermordet | | |
| Arminiusstr. 5 Huckarde ⊙                  | 5. Feb. 2008                    | Hier wohnte Emma Rosenbaum geb. Süssmann Jg. 1888 deportiert 1942 Zamosc ermordet                                                                                           | | |
| Arminiusstr. 5 Huckarde ⊙                  | 5. Feb. 2008                    | Hier wohnte Günter Rosenbaum Jg. 1928 deportiert 1942 Zamosc ermordet | | |
| Arneckestr. 2 DO-West ⊙                    | 4. Dez. 2006                    | Hier wohnte Julius Falk Jg. 1877 deportiert 1942 ermordet 1942 in Riga | | |
| Arneckestr. 2 DO-West ⊙                    | 4. Dez. 2006                    | Hier wohnte Minna Falk geb. Baruch Jg. 1885 deportiert 1942 ermordet 1942 in Riga                                                                                           | | |
| Asselner Hellweg 99 Brackel ⊙              | 6. Feb. 2007                    | Hier wohnte Helene Vogelsang geb. Cohn Jg. 1887 deportiert 1942 tot in Riga                                                                                                 | | |
| Asselner Hellweg 99 Brackel ⊙              | 6. Feb. 2007                    | Hier wohnte Paul Vogelsang Jg. 1909 Flucht Belgien 1939 deportiert 1943 Majdanek für tot erklärt                                                                            | | |
| Asselner Hellweg 99 Brackel ⊙              | 6. Feb. 2007                    | Hier wohnte Alfred Vogelsang Jg. 1913 Flucht Belgien 1939 deportiert 1943 Auschwitz für tot erklärt                                                                         | | |
| Auf dem Feldgraben 33 Brackel              | 12. Apr. 2017                   | Hier wohnte Anton Otto Buschmann Jg. 1907 seit 1941 inhaftiert in mehreren Gefängnissen, KZ 1942 Dachau ermordet 12.11.1942                                                 | | |
| Augustastr. 7 DO-West                      | 22. Juni 2021                   | Hier wohnte Paula Augustina Klingenberg geb. Schmitt Jg. 1882 eingewiesen 1944 städtische Nervenklinik verlegt 6.4.1944 Heilanstalt Aplerbeck ermordet 11.4.1944            | | |
| Bahnstr. 7 Eving ⊙                         | 5. Feb. 2008                    | Hier wohnte Gustav Lichtenstein Jg. 1873 deportiert 1942 Theresienstadt tot 9.5.1944                                                                                        | | |
| Balkenstr. 13 DO-West ⊙                    | 16. Dez. 2016                   | Hier wohnte Friedrich Bergermann Jg. 1908 verhaftet 1941 Neuengamme Dachau 'verlegt’ 16.1.1942 Hartheim ermordet 16.1.1942                                                  | | |
| Bandelstr. 24 DO-West ⊙                    | 22. Juni 2021                   | Hier wohnte Rosalie Glowacz geb. Rosenthal Jg. 1854 deportiert 1942 Theresienstadt ermordet 19.1.1943                                                                       | | |
| Bergstr. 118 Eving ⊙                       | 2. Okt. 2012                    | Hier wohnte Gustav Budnick Jg. 1906 im Widerstand / KPD mehrfach verhaftet zuletzt 1945 ermordet April 1945 Bittermark                                                      | | Gustav Budnick war Bergmann und KPD-Mitglied. Wegen Vorbereitung zum Hochverrat war er in Haft und wurde im Rombergpark erschossen. |
| Bornstr. 113 DO-Nord                       | 31. Aug. 2012                   | Hier wohnte Lina Kronenberg geb. Weitzenkorn Jg. 1895 deportiert 1942 Theresienstadt ermordet 1944 Auschwitz                                                                | | Jakob Kronenberg wurde geboren am 3. März 1882, er war Textilkaufmann und hatte sein Geschäft an der heutigen Bornstraße 113. Am 22. März 1923 heiratete er Lina Kronenberg (geb. Weitzenkorn). Sie bezogen zunächst eine Wohnung in der Burgholzstraße, wo am 27. Juni 1924 ihre Tochter Lore geboren wurde. Im Jahr 1927 zog die Familie in die Bornstraße 113, dort wurde am 14. Februar 1931 ihr Sohn Hans geboren. Am 29. Juli 1942 wurde die Familie nach Theresienstadt deportiert. Am 9. Oktober 1944 kamen alle Familienmitglieder nach Auschwitz, wo sie wohl unmittelbar nach der Ankunft ermordet wurden. |
| Bornstr. 113 DO-Nord                       | 31. Aug. 2012                   | Hier wohnte Jakob Kronenberg Jg. 1882 deportiert 1942 Theresienstadt ermordet 1944 Auschwitz                                                                                | | Jakob Kronenberg wurde geboren am 3. März 1882, er war Textilkaufmann und hatte sein Geschäft an der heutigen Bornstraße 113. Am 22. März 1923 heiratete er Lina Kronenberg (geb. Weitzenkorn). Sie bezogen zunächst eine Wohnung in der Burgholzstraße, wo am 27. Juni 1924 ihre Tochter Lore geboren wurde. Im Jahr 1927 zog die Familie in die Bornstraße 113, dort wurde am 14. Februar 1931 ihr Sohn Hans geboren. Am 29. Juli 1942 wurde die Familie nach Theresienstadt deportiert. Am 9. Oktober 1944 kamen alle Familienmitglieder nach Auschwitz, wo sie wohl unmittelbar nach der Ankunft ermordet wurden. |
| Bornstr. 113 DO-Nord                       | 31. Aug. 2012                   | Hier wohnte Lore Kronenberg Jg. 1924 deportiert 1942 Theresienstadt ermordet 1944 Auschwitz                                                                                 | | Jakob Kronenberg wurde geboren am 3. März 1882, er war Textilkaufmann und hatte sein Geschäft an der heutigen Bornstraße 113. Am 22. März 1923 heiratete er Lina Kronenberg (geb. Weitzenkorn). Sie bezogen zunächst eine Wohnung in der Burgholzstraße, wo am 27. Juni 1924 ihre Tochter Lore geboren wurde. Im Jahr 1927 zog die Familie in die Bornstraße 113, dort wurde am 14. Februar 1931 ihr Sohn Hans geboren. Am 29. Juli 1942 wurde die Familie nach Theresienstadt deportiert. Am 9. Oktober 1944 kamen alle Familienmitglieder nach Auschwitz, wo sie wohl unmittelbar nach der Ankunft ermordet wurden. |
| Bornstr. 113 DO-Nord                       | 31. Aug. 2012                   | Hier wohnte Hans Kronenberg Jg. 1931 deportiert 1942 Theresienstadt ermordet 1944 Auschwitz                                                                                 | | Jakob Kronenberg wurde geboren am 3. März 1882, er war Textilkaufmann und hatte sein Geschäft an der heutigen Bornstraße 113. Am 22. März 1923 heiratete er Lina Kronenberg (geb. Weitzenkorn). Sie bezogen zunächst eine Wohnung in der Burgholzstraße, wo am 27. Juni 1924 ihre Tochter Lore geboren wurde. Im Jahr 1927 zog die Familie in die Bornstraße 113, dort wurde am 14. Februar 1931 ihr Sohn Hans geboren. Am 29. Juli 1942 wurde die Familie nach Theresienstadt deportiert. Am 9. Oktober 1944 kamen alle Familienmitglieder nach Auschwitz, wo sie wohl unmittelbar nach der Ankunft ermordet wurden. |
| Borsigplatz 5a DO-Nord                     | 7. Nov. 2015                    | Hier wohnte Emilie Blancke geb. Koopmann Jg. 1885 Flucht 1938 Holland interniert Westerbork deportiert 1943 Sobibor ermordet 23.7.1943                                      | | |
| Borsigplatz 5a DO-Nord                     | 7. Nov. 2015                    | Hier wohnte Max Blancke Jg. 1878 Flucht 1938 Holland interniert Westerbork deportiert 1943 Sobibor ermordet 23.7.1943                                                       | | |
| Brackeler Hellweg 94 Brackel ⊙             | 6. Feb. 2007                    | Hier wohnte Emanuel Schnog Jg. 1870 deportiert 1942 Theresienstadt ermordet 1942 in Treblinka                                                                               | | |
| Brackeler Hellweg 116 Brackel ⊙            | 6. Feb. 2007                    | Hier wohnte Julius Klonower Jg. 1881 deportiert 1942 Riga ??? | | |
| Brackeler Hellweg 116 Brackel ⊙            | 6. Feb. 2007                    | Hier wohnte Henriette Klonower geb. Lichtmann Jg. 1886 deportiert 1942 tot in Riga                                                                                          | | |
| Brackeler Hellweg 146 Brackel              | 4. Sep. 2012                    | Hier wohnte Jetta Vogelsang geb. Hahn Jg. 1883 deportiert 1942 Riga ermordet                                                                                                | | |
| Brackeler Hellweg 146 Brackel              | 4. Sep. 2012                    | Hier wohnte Albert Vogelsang Jg. 1882 verhaftet 12.11.1938 'Schutzhaft' Sachsenhausen ermordet 11.11.1940 Dortmund                                                          | | |
| Brackeler Hellweg 146 Brackel              | 4. Sep. 2012                    | Hier wohnte Rosalie Hahn Jg. 1877 deportiert 1942 Riga ermordet | | |
| Braunschweiger Str. 23 DO-Nord ⊙           | 7. März 2006                    | Hier wohnte Johanna Rhein geb. Falk Jg. 1887 deportiert 1942 Zamosc ??? | | |
| Braunschweiger Str. 23 DO-Nord ⊙           | 7. März 2006                    | Hier wohnte Jette Mannheimer geb. Falk Jg. 1884 deportiert 1942 ermordet in Riga                                                                                            | | |
| Burgholzstr. 40 DO-Nord ⊙                  | 2. Juni 2009                    | Hier wohnte Chaje Jäger Jg. 1872 deportiert 1942 Theresienstadt tot 10.5.1943                                                                                               | | |
| Burgholzstr. 40 DO-Nord ⊙                  | 2. Juni 2009                    | Hier wohnte Esther Jäger geb. Weinrauch Jg. 1877 deportiert 1942 Theresienstadt tot 16.5.1943                                                                               | | |
| Burgholzstr. 40 DO-Nord ⊙                  | 2. Juni 2009                    | Jakob Kalt Jg. 1940 ??? | | |
| Burgholzstr. 40 DO-Nord ⊙                  | 2. Juni 2009                    | Hier wohnte Josef Kalt Jg. 1898 abgeschoben 1938 Richtung Polen heimgekehrt verhaftet Sept. 1939 ermordet 23.3.1942 in 'Heilanstalt’ Bernburg                               | | |
| Burgholzstr. 40 DO-Nord ⊙                  | 2. Juni 2009                    | Hier wohnte Lili Kalt Jg. 1933 abgeschoben 1938 Richtung Polen ??? | | |
| Burgholzstr. 40 DO-Nord ⊙                  | 2. Juni 2009                    | Hier wohnte Rosa Jäger geb. Jäger Jg. 1886 abgeschoben 1938 Richtung Polen ???                                                                                              | | |
| Burgholzstr. 40 DO-Nord ⊙                  | 2. Juni 2009                    | Hier wohnte Rosa Kalt geb. Jäger Jg. 1906 abgeschoben 1938 Richtung Polen ???                                                                                               | | |
| Burgwall 27 DO-West ⊙                      | 7. März 2006                    | Hier wohnte Alex Damm Jg. 1886 denunziert Flucht in den Tod 1936 | | Alex Damm wurde am 8. Dezember 1886 in Böhnhof geboren und lebte ab 1927 in Dortmund. Er war katholischer Steuerberater, arbeitete aber in verschiedenen Berufen, so als Kaufmann oder Bürogehilfe. 1935 zog er an den Burgwall 27. Ein Nachbar denunzierte ihn bei der Polizei, auch andere Berichte bestätigen, dass Damm homosexuell war, was im 3. Reich als Verbrechen galt. Damm sah keinen Ausweg und ertränkte sich noch während der laufenden Ermittlungen in der Ruhr, seine Leiche wurde am 20. August 1936 geborgen. |
| Burgweg 38 DO-Nord ⊙                       | 20. Sep. 2018                   | Hier wohnte Wilhelm Hartmann Jg. 1882 'Schutzhaft’ 1938 Steinwache 1938 Sachsenhausen 1940 Mauthausen Dachau 1941 Buchenwald ermordet 19.6.1941                             | | |
| Burgweg 38 DO-Nord ⊙                       | 20. Sep. 2018                   | Hier wohnte Berta Hartmann geb. Schuberten Jg. 1888 deportiert 1943 Auschwitz-Birkenau ermordet 27.3.1944                                                                   | | |
| Burgweg 38 DO-Nord ⊙                       | 20. Sep. 2018                   | Hier wohnte Maria Hartmann verh. Reinhart Jg. 1919 deportiert 1941 Ravensbrück befreit                                                                                      | | |
| Burgweg 38 DO-Nord ⊙                       | 20. Sep. 2018                   | Hier wohnte Heinrich Hartmann Jg. 1914 verhaftet 1941 Steinwache Dachau Sachsenhausen ermordet 16.5.1944                                                                    | | |
| Burgweg 38 DO-Nord ⊙                       | 20. Sep. 2018                   | Hier wohnte Robert Hartmann Jg. 1921 'Vorbeugungshaft’ 1942 Steinwache Neuengamme Bergen-Belsen ermordet 19.6.1944                                                          | | |
| Burgweg 38 DO-Nord ⊙                       | 20. Sep. 2018                   | Hier wohnte Paul Hartmann Jg. 1925 verhaftet 1942 Sachsenhausen befreit | | |
| Burgweg 38 DO-Nord ⊙                       | 20. Sep. 2018                   | Hier wohnte Josef 'Jonni' Hartmann Jg. 1934 deportiert 1943 Auschwitz-Birkenau ermordet                                                                                     | | |
| Chemnitzer Str. 8 DO-West ⊙                | 2. Juni 2009                    | Hier wohnte Helene Schweitzer geb. Pins Jg. 1887 deportiert 1942 Theresienstadt 1944 Auschwitz ermordet                                                                     | | |
| Chemnitzer Str. 8 DO-West ⊙                | 2. Juni 2009                    | Hier wohnte Norbert Schweitzer Jg. 1923 Flucht 1939 Holland interniert Westerbork deportiert 1944 Auschwitz Todesmarsch 1945 nach Flossenbürg ermordet                      | | |
| Dorstfelder Hellweg 11 DO-West ⊙           | 22. Juni 2021                   | Hier wohnte Josef Rosenthal Jg. 1870 deportiert 1942 Theresienstadt ermordet 19.4.1943                                                                                      | | |
| Dorstfelder Hellweg 66 DO-West ⊙           | 9. Feb. 2012                    | Hier wohnte Max Buchdahl Jg. 1892 Deportiert 1942 Riga ermordet | | |
| Dorstfelder Hellweg 66 DO-West ⊙           | 9. Feb. 2012                    | Hier wohnte Ida Buchdahl geb. Rosenberg Jg. 1896 Deportiert 1942 Riga ermordet                                                                                              | | |
| Dorstfelder Hellweg 66 DO-West ⊙           | 9. Feb. 2012                    | Hier wohnte Fritz Buchdahl Jg. 1924 Deportiert 1942 Riga ermordet | | |
| Dreihüttenstr. 8 DO-Ost ⊙                  | 10. Sep. 2007                   | Hier wohnte Dr. Albert Katz Jg. 1904 Flucht Holland deportiert 1944 aus Westerborg Bergen-Belsen tot 13.4.1945                                                              | | |
| Dresdener Str. 61 DO-West                  | 9. Feb. 2012                    | Hier wohnte Johanna Krampen geb. Simon Jg. 1887 deportiert 1943 ermordet in Auschwitz                                                                                       | | |
| Eicktelgenweg 6 Brackel ⊙                  | 9. Feb. 2012                    | Hier wohnte Karl Mörchel Jg. 1903 verhaftet 1934 ermordet 1945 in der Bittermark                                                                                            | | Karl Mörchel, geboren am 7. Januar 1903 in Angerburg in Ostpreußen, Bergmann auf den Dortmunder Zechen Hansa und Westhausen. Zwischen 1934 und 1937 mehrfach verhaftet und inhaftiert. Karl Mörchel wurde am 9. Februar 1945 verhaftet und am 19. April 1945 im Rombergpark tot aufgefunden. |
| Evinger Str. 34 Eving ⊙                    | 10. Sep. 2007                   | Hier wohnte Wilhelm Lünemann Jg. 1898 verhaftet 'Hochverrat' 'Wehrkraftzersetzung' hingerichtet 4.11.1944 Gerichtsgefängnis Dortmund                                        | | Wilhelm Lünemann wurde 1898 in der Dortmunder Nordstadt geboren. Nach der Schule wurde er Bergmann. Er nahm als Soldat am Ersten Weltkrieg teil und entwickelte in dieser Zeit eine Abneigung gegen das Militär. Er war aktiver Kommunist und wurde auch schon 1933 für ein halbes Jahr verhaftet. Seine Aussage, dass er den Krieg für verloren halte, genügte um ihn am 17.2.1943 festzunehmen und ihn am 27.7.1943 wegen „Vorbereitung zum Hochverrat“ und wegen „Wehrkraftzersetzung“ zum Tode zu verurteilen. Er wurde am 4.1.1944 im Dortmunder Gerichtsgefängnis mit dem Fallbeil hingerichtet. |
| Evinger Str. 487 Eving ⊙                   | 13. Aug. 2010                   | Hier wohnte Erna Sternberg Jg. 1889 deportiert 1941 Riga ermordet | | |
| Evinger Str. 487 Eving ⊙                   | 13. Aug. 2010                   | Hier wohnte Levi Sternberg Jg. 1865 deportiert 1942 Theresienstadt tot 17.12.1942                                                                                           | | |
| Faßstr. 22 Hörde ⊙                         | 9. Feb. 2012                    | Hier wohnte Henny Königsberger Jg. 1902 deportiert 1942 Riga ermordet 15.12.1944 Stutthof                                                                                   | | |
| Faßstr. 22 Hörde ⊙                         | 9. Feb. 2012                    | Hier wohnte Lilly Königsberger Jg. 1903 deportiert 1942 Riga ermordet 16.1.1945 Stutthof                                                                                    | | |
| Faßstr. 22 Hörde ⊙                         | 9. Feb. 2012                    | Hier wohnte Fanny Löwenstein Jg. 1869 deportiert 1942 Theresienstadt ermordet 1942 Treblinka                                                                                | | |
| Faßstr. 22 Hörde ⊙                         | 9. Feb. 2012                    | Hier wohnte Julie Königsberger geb. Löwenstein Jg. 1871 deportiert 1942 Theresienstadt ermordet 1942 Treblinka                                                              | | |
| Flughafenstr. 50 Brackel                   | 6. Sep. 2012                    | Paul Weber Jg. 1900 im Widerstand verhaftet 19.2.1945 Gestapozentrale Hörde ermordet April 1945 Bittermark                                                                  | | Paul Weber kam aus einem christlich geprägten Elternhaus. Bei seinem Vater erlernte Paul Weber das Schmiede- und das Schlosserhandwerk. Im Ersten Weltkrieg erlitt er als Soldat ein Augenleiden. In Köln absolvierte er eine Ausbildung zum Musiker. Er schrieb eigene Liedtexte, sang im Kirchenchor der Brackeler St. Clemens-Gemeinde und spielte dort auch die Orgel. Dort wurde auch der Stolperstein ohne die übliche Inschrift „Hier wohnte“ verlegt. Er schloss sich der Widerstandsgruppe um seinen Nachbarn Erich Mörchel an. Familie Weber versteckte zeitweise die Jüdin Charlotte Temming. Paul Weber wurde an die Gestapo verraten, am 19. Februar 1945 verhaftet und in der Karwoche in der Dortmunder Bittermark ermordet. Bei der Erstverlegung trug der Stolperstein die Inschrift „Hier wohnte...“, in der aktuellen Version ist dieser Text nicht enthalten. |
| Flughafenstr. 80 Brackel ⊙                 | 7. März 2006                    | Hier wohnte August Bommelitz Jg. 1882 inhaftiert 1933–37 mehrere KZ tot an Haftfolgen 1948                                                                                  | | August Bommelitz war der Schwiegervater von Erich Mörchel. Er war Bergmann und in der KPD aktiv. Wegen seiner politischen Aktivitäten wurde er mehrfach inhaftiert und starb am 10. Juni 1948 an den Spätfolgen der Haft. |
| Flughafenstr. 80 Brackel ⊙                 | 7. März 2006                    | Hier wohnte Erich Mörchel Jg. 1908 inhaftiert 1933–36 mehrere KZ ermordet 1945 in der Bittermark                                                                            | | Erich Mörchel wurde am 21. Dezember 1908 in Dortmund geboren. Zwischen 1933 und 1937 wurde er mehrfach verhaftet und inhaftiert, zuletzt im KZ Sachsenhausen. 1938 bis 1944 arbeitete er als Hauer auf der Schachtanlage Scharnhorst der Harpener Bergbau AG, danach bei der C. Deilmann Bergbau GmbH. Erich Mörchel wurde am 9. Februar 1945 zusammen mit seinem Bruder Karl verhaftet. Beide wurden am 19. April 1945 im Rombergpark tot aufgefunden. |
| Friedensplatz 1 DO-West ⊙                  | 15. Sep. 2018                   | Kurt Dorr Jg. 1909 verhaftet 1937 Steinwache 1938 Sachsenhausen 1940 Mauthausen ermordet 17.2.1940                                                                          | | |
| Friedrichstr. 31 DO-West ⊙                 | 19. Feb. 2019                   | Hier wohnte Flora Rosenthal geb. Strauss Jg. 1883 deportiert 1942 Zamosc ermordet 1942 Sobibor                                                                              | | |
| Friedrich-Uhde-Str. 1 DO-Ost ⊙             | 21. Okt. 2008                   | Hier wohnte Lili Sulima geb. Rosenberg Jg. 1901 Flucht 1938 Holland interniert 1943 Westerbork deportiert ermordet 19.11.1943 Auschwitz                                     | | |
| Fritz-Reuter-Str. 17 DO-Nord               | 22. Juni 2021                   | Hier wohnte Theo Freund Jg. 1901 Flucht 1939 Belgien interniert Drancy deportiert 1942 ermordet in Auschwitz                                                                | | |
| Fritz-Reuter-Str. 17 DO-Nord               | 22. Juni 2021                   | Hier wohnte Debora Freund geb. Korn Jg. 1904 Flucht 1939 Belgien Paraguay                                                                                                   | | |
| Fritz-Reuter-Str. 17 DO-Nord               | 22. Juni 2021                   | Hier wohnte Siegfried Freund Jg. 1929 Flucht 1939 Belgien Paraguay | | |
| Geschwister-Scholl-Str. 6 DO-Ost           | 15. Sep. 2018                   | Hier wohnte Louis Wolff Jg. 1874 verzogen Düsseldorf deportiert 1942 Theresienstadt ermordet in Treblinka                                                                   | | |
| Geschwister-Scholl-Str. 6 DO-Ost           | 15. Sep. 2018                   | Hier wohnte Amanda Wolff geb. Bachmann Jg. 1878 deportiert 1942 Zamosc ermordet                                                                                             | | |
| Gneisenaustr. 89 DO-Nord ⊙                 | 2. Juni 2009                    | Hier wohnte Josef Kasel Jg. 1915 im Widerstand verhaftet 27.6.1940 'Vorbereitung zum Hochverrat' hingerichtet 12.6.1942 Berlin-Plötzensee                                   | | |
| Gneisenaustr. 91 DO-Nord ⊙                 | 2. Juni 2009                    | Hier wohnte Sucher Altmann Jg. 1900 Flucht 1933 Frankreich aus Drancy deportiert 1942 Auschwitz ermordet                                                                    | | Die Familie Altmann kam Mitte 1932 aus Wuppertal nach Dortmund und wohnte hier an verschiedenen Orten, zuletzt in der Gneisenaustraße, bevor sie Ende August 1933 nach Nancy in Frankreich floh. Am 15. Oktober 1942 wurde die Familie dort festgenommen und am 4. November 1942 nach Auschwitz deportiert. Sie galt danach als verschollen, die Familienmitglieder wurden mit Wirkung vom 8. Mai 1945 für tot erklärt. |
| Gneisenaustr. 91 DO-Nord ⊙                 | 2. Juni 2009                    | Hier wohnte Dina Altmann geb. Schwarz Jg. 1902 Flucht 1933 Frankreich aus Drancy deportiert 1942 Auschwitz ermordet                                                         | | Die Familie Altmann kam Mitte 1932 aus Wuppertal nach Dortmund und wohnte hier an verschiedenen Orten, zuletzt in der Gneisenaustraße, bevor sie Ende August 1933 nach Nancy in Frankreich floh. Am 15. Oktober 1942 wurde die Familie dort festgenommen und am 4. November 1942 nach Auschwitz deportiert. Sie galt danach als verschollen, die Familienmitglieder wurden mit Wirkung vom 8. Mai 1945 für tot erklärt. |
| Gneisenaustr. 91 DO-Nord ⊙                 | 2. Juni 2009                    | Hier wohnte Mendel Altmann Jg. 1919 Flucht 1933 Frankreich aus Drancy deportiert 1942 Auschwitz ermordet                                                                    | | Die Familie Altmann kam Mitte 1932 aus Wuppertal nach Dortmund und wohnte hier an verschiedenen Orten, zuletzt in der Gneisenaustraße, bevor sie Ende August 1933 nach Nancy in Frankreich floh. Am 15. Oktober 1942 wurde die Familie dort festgenommen und am 4. November 1942 nach Auschwitz deportiert. Sie galt danach als verschollen, die Familienmitglieder wurden mit Wirkung vom 8. Mai 1945 für tot erklärt. |
| Gneisenaustr. 91 DO-Nord ⊙                 | 2. Juni 2009                    | Hier wohnte Josef Altmann Jg. 1928 Flucht 1933 Frankreich aus Drancy deportiert 1942 Auschwitz ermordet                                                                     | | Die Familie Altmann kam Mitte 1932 aus Wuppertal nach Dortmund und wohnte hier an verschiedenen Orten, zuletzt in der Gneisenaustraße, bevor sie Ende August 1933 nach Nancy in Frankreich floh. Am 15. Oktober 1942 wurde die Familie dort festgenommen und am 4. November 1942 nach Auschwitz deportiert. Sie galt danach als verschollen, die Familienmitglieder wurden mit Wirkung vom 8. Mai 1945 für tot erklärt. |
| Gneisenaustr. 93 DO-Nord ⊙                 | 19. Okt. 2005                   | Hier wohnte Johanna Schnog Jg. 1895 deportiert 1943 Auschwitz für tot erklärt                                                                                               | | |
| Gneisenaustr. 93 DO-Nord ⊙                 | 19. Okt. 2005                   | Hier wohnte Edith Schnog Jg. 1927 deportiert 1943 Auschwitz für tot erklärt                                                                                                 | | |
| Gneisenaustr. 93 DO-Nord ⊙                 | 19. Okt. 2005                   | Hier wohnte Eugen Schnog Jg. 1895 deportiert 1943 Auschwitz für tot erklärt                                                                                                 | | |
| Graudenzer Str. 6 Hörde                    | 20. Sep. 2018                   | Hier wohnte Margarete Löwenhardt geb. Hermanns Jg. 1894 deportiert 1942 Theresienstadt 1944 Auschwitz ermordet                                                              | | |
| Graudenzer Str. 6 Hörde                    | 20. Sep. 2018                   | Hier wohnte Siegmund Löwenhardt Jg. 1889 'Schutzhaft’ 1938 Steinwache deportiert 1942 Theresienstadt 1944 Auschwitz ermordet                                                | | |
| Graudenzer Str. 6 Hörde                    | 20. Sep. 2018                   | Hier wohnte Hans-Georg Löwenhardt Jg. 1924 'Schutzhaft’ 1938 Steinwache Kindertransport 1939 England                                                                        | | |
| Graudenzer Str. 6 Hörde                    | 20. Sep. 2018                   | Hier wohnte Alfred Löwenhardt Jg. 1926 Kindertransport 1939 England | | |
| Graudenzer Str. 6 Hörde                    | 20. Sep. 2018                   | Hier wohnte Ursula Löwenhardt Jg. 1930 deportiert 1942 Theresienstadt 1944 Auschwitz ermordet                                                                               | | |
| Große Heimstraße 120 ⊙                     | 6. Juni 2023                    | Hier wohnte Heinrich Middel | | |
| Große Heimstraße 120 ⊙                     | 6. Juni 2023                    | Hier wohnte Martha Middel | | |
| Große Heimstraße 120 ⊙                     | 6. Juni 2023                    | Hier wohnte Albert Middel | | |
| Große Heimstraße 120 ⊙                     | 6. Juni 2023                    | Hier lebte Bernhardine Middel | | |
| Große Heimstraße 120 ⊙                     | 6. Juni 2023                    | Hier wohnte Heinz Middel | | |
| Gutenbergstr. 36 DO-West                   | 28. März 2017                   | Hier wohnte Margarethe Steinmann geb. Zacharias Jg. 1904 Flucht Holland interniert Westerbork deportiert 1943 Auschwitz ermordet 17.9.1943                                  | | |
| Gutenbergstr. 36 DO-West                   | 28. März 2017                   | Hier wohnte Paul Steinmann Jg. 1901 'Schutzhaft’ 1938 Steinwache Flucht Holland interniert Westerbork deportiert 1942 Auschwitz ermordet 24.11.1943                         | | |
| Hansastr. 50 DO-West ⊙                     | 10. Sep. 2007                   | Hier arbeitete Max Frank Jg. 1870 verhaftet 1933 verzogen nach Berlin Flucht in den Tod 10.5.1933                                                                           | | |
| Hansastr. 50 DO-West ⊙                     | 10. Sep. 2007                   | Hier arbeitete Dr. Otto Elias Jg. 1876 verhaftet 10.4.1933 Gefängnis Dortmund Flucht in den Tod 13.4.1943                                                                   | | |
| Harkortstr. 71 Hombruch ⊙                  | 2. Feb. 2008                    | Hier wohnte Martin Rosenbaum Jg. 1887 deportiert 1942 Zamosc ermordet | | Der Stolperstein für Jenny Rosenbaum wurde im August 2024 gestohlen. Die Polizei ermittelt. |
| Harkortstr. 71 Hombruch ⊙                  | 2. Feb. 2008                    | Hier wohnte Hans-Jacob Rosenbaum Jg. 1923 deportiert 1942 Zamosc ermordet                                                                                                   | | Der Stolperstein für Jenny Rosenbaum wurde im August 2024 gestohlen. Die Polizei ermittelt. |
| Harkortstr. 71 Hombruch ⊙                  | 2. Feb. 2008                    | Hier wohnte Jenny Rosenbaum geb. Neugarten Jg. 1888 deportiert 1942 Zamosc ermordet                                                                                         | | Der Stolperstein für Jenny Rosenbaum wurde im August 2024 gestohlen. Die Polizei ermittelt. |
| Harkortstr. 71a Hombruch ⊙                 | 8. Juli 2019                    | Hier wohnte Emmi Eisenstein geb. Mayer Jg. 1879 deportiert 1942 Riga ermordet                                                                                               | | |
| Harkortstr. 71a Hombruch ⊙                 | 8. Juli 2019                    | Hier wohnte Gustav Eisenstein Jg. 1875 ´Schutzhaft’ 1935 Steinwache deportiert 1942 Riga ermordet                                                                           | | |
| Haydnstr. 37 DO-Nord ⊙                     | 7. März 2006                    | Hier wohnte Albert Capell Jg. 1893 deportiert 1942 Theresienstadt ermordet in Auschwitz                                                                                     | | |
| Haydnstr. 37 DO-Nord ⊙                     | 7. März 2006                    | Hier wohnte Hermann Capell Jg. 1923 deportiert 1943 ermordet in Auschwitz                                                                                                   | | |
| Haydnstr. 37 DO-Nord ⊙                     | 7. März 2006                    | Hier wohnte Selma Capell geb. Stern Jg. 1897 deportiert 1942 Theresienstadt ermordet in Auschwitz                                                                           | | |
| Heckelbeckstr. 1 Huckarde ⊙                | 5. Feb. 2008                    | Hier wohnte Hulda Jenny Hayum geb. Salm Jg. 1899 deportiert Richtung Osten ermordet                                                                                         | | |
| Heckelbeckstr. 1 Huckarde ⊙                | 5. Feb. 2008                    | Hier wohnte Julius Hayum Jg. 1898 deportiert Richtung Osten ermordet | | |
| Heckelbeckstr. 1 Huckarde ⊙                | 5. Feb. 2008                    | Hier wohnte Rosa Hayum Jg. 1896 deportiert 1942 Zamosc ermordet | | |
| Heckelbeckstr. 1 Huckarde ⊙                | 16. Dez. 2016                   | Hier wohnte Ella Daniel geb. Hayum Jg. 1894 deportiert 1942 Theresienstadt 1944 Auschwitz ermordet                                                                          | | |
| Heckelbeckstr. 1 Huckarde ⊙                | 16. Dez. 2016                   | Hier wohnte Hannelore Daniel Jg. 1928 deportiert 1942 Theresienstadt 1944 Auschwitz ermordet                                                                                | | |
| Heckelbeckstr. 1 Huckarde ⊙                | 16. Dez. 2016                   | Hier wohnte Heinrich Daniel Jg. 1888 deportiert 1942 Theresienstadt 1944 Auschwitz ermordet                                                                                 | | |
| Heiligegartenstr. 6–8 DO-Nord              | 11. Dez. 2014                   | Hier wohnte Isaak Isidor Turteltaub Jg. 1885 'Polenaktion' 1938 Bentschen/ Zbaszyn ermordet im besetzten Polen                                                              | | |
| Heiligegartenstr. 6–8 DO-Nord              | 11. Dez. 2014                   | Hier wohnte Lea Turteltaub Jg. 1886 eingewiesen 1933 Heilanstalt Gütersloh verlegt 27.9.1940 Landes-Pflegeanstalt Brandenburg ermordet 27.9.1940 Aktion T4                  | | |
| Heiligegartenstr. 6–8 DO-Nord              | 11. Dez. 2014                   | Hier wohnte Rosa Turteltaub Jg. 1922 'Polenaktion' 1938 Bentschen/ Zbaszyn ermordet im besetzten Polen                                                                      | | |
| Heiligegartenstr. 6–8 DO-Nord              | 11. Dez. 2014                   | Hier wohnte Josef Turteltaub Jg. 1924 'Polenaktion' 1924 Bentschen/Zbaszyn deportiert Theresienstadt befreit tot an den Folgen Juni 1945                                    | | |
| Heiligegartenstr. 6–8 DO-Nord              | 11. Dez. 2014                   | Hier wohnte Meier 'Max' Turteltaub Jg. 1925 Flucht 1939 Holland interniert Westerbork deportiert 1943 Sobibor ermordet 16.7.1943                                            | | |
| Heiligegartenstr. 6–8 DO-Nord              | 11. Dez. 2014                   | Hiert wohnte Benno Leo Turteltaub Jg. 1926 Flucht 1939 Holland 1944 Palästina                                                                                               | | |
| Heiligegartenstr. 10 DO-Nord ⊙             | 7. März 2006                    | Hier wohnte Mendel Moscher Jg. 1897 ausgewiesen 1938 Polen ermordet 1942 Majdanek                                                                                           | | |
| Heiligegartenstr. 10 DO-Nord ⊙             | 10. Sep. 2007                   | Hier wohnte Ida Abresch-Moscher Jg. 1900 ausgewiesen 1938 nach Polen Ghetto Lublin 1941 tot an Folgen                                                                       | | |
| Hermannstr. 26 Hörde                       | 26. Juni 2015                   | Hier wohnte Alfred Münsterberger Jg. 1885 deportiert 1942 Theresienstadt 1944 Auschwitz ermordet                                                                            | | |
| Hermannstr. 26 Hörde                       | 26. Juni 2015                   | Hier wohnte Werner Münsterberger Jg. 1913 Flucht 1936 Holland versteckt gelebt befreit / überlebt                                                                           | | |
| Hermannstr. 30 Hörde ⊙                     | 20. Sep. 2018                   | Hier wohnte Julius Elsbach Jg. 1882 unfreiwillig verzogen Köln deportiert 1941 Lodz/Litzmannstadt 1933 Chelmno/Kulmhof ermordet                                             | | Wohnung und Drogerie von Julius und Helene Elsbach wurden in der Pogromnacht am 9. November 1938 verwüstet. Die beiden flohen nach Köln, wurden 1941 deportiert und in 1944 in Chelmno ermordet. In Köln-Neuehrenfeld gibt es für die beiden ebenfalls Stolpersteine in der Eichendorffstraße 43. |
| Hermannstr. 30 Hörde ⊙                     | 20. Sep. 2018                   | Hier wohnte Helene Elsbach Jg. 1889 unfreiwillig verzogen Köln deportiert 1941 Lodz/Litzmannstadt 1933 Chelmno/Kulmhof ermordet 10.7.1944                                   | | Wohnung und Drogerie von Julius und Helene Elsbach wurden in der Pogromnacht am 9. November 1938 verwüstet. Die beiden flohen nach Köln, wurden 1941 deportiert und in 1944 in Chelmno ermordet. In Köln-Neuehrenfeld gibt es für die beiden ebenfalls Stolpersteine in der Eichendorffstraße 43. |
| Hermannstr. 36 Hörde ⊙                     | 6. Feb. 2007                    | Hier wohnte Moritz Schild Jg. 1869 deportiert 1942 Theresienstadt ermordet 1942 in Treblinka                                                                                | | |
| Hermannstr. 77 Hörde                       | 27. Jan. 2014                   | Hier wohnte Bertha Grünewald geb. Baumgarten Jg. 1875 deportiert 1942 Theresienstadt ermordet 25.9.1942 Treblinka                                                           | | |
| Hermannstr. 121 Hörde ⊙                    | 27. Jan. 2014                   | Hier wohnte Willi Dehmel Jg. 1910 im Widerstand 'Vorbereitung zum Hochverrat' Strafbataillon 999 Griechenland zum Tode verurteilt erschossen 9.6.1944                       | | |
| Hermannstr. 152 Hörde                      | 13. Mai 2015                    | Hier wohnte Friederike Lewy geb. Ten Bosch Jg. 1898 Flucht 1938 Holland interniert Westerbork deportiert 1943 Sobibor ermordet 11.6.1943                                    | | |
| Hermannstr. 152 Hörde                      | 13. Mai 2015                    | Hier wohnte Albert Lewy Jg. 1895 Flucht 1938 Holland interniert Westerbork deportiert 1942 Auschwitz ermordet 28.2.1943                                                     | | |
| Hermannstr. 152 Hörde                      | 13. Mai 2015                    | Hier wohnte Berta Mathilde Lewy Jg. 1929 Flucht 1938 Holland interniert Westerbork deportiert 1943 Sobibor ermordet 11.6.1943                                               | | |
| Heroldstr. 56 (gegenüber) DO-Nord ⊙        | 9. Feb. 2012                    | Hier wohnte Else Pinkus geb. Vogelsang Jg. 1903 Flucht 1933 Holland interniert Westerbork deportiert 1943 Auschwitz ermordet 12.2.1943                                      | | |
| Heroldstr. 56 (gegenüber) DO-Nord ⊙        | 9. Feb. 2012                    | Hier wohnte Herrmann Pinkus Jg. 1931 Flucht 1933 Holland interniert Westerbork deportiert 1943 Auschwitz ermordet 12.2.1943                                                 | | |
| Heroldstr. 56 (gegenüber) DO-Nord ⊙        | 9. Feb. 2012                    | Fanny Pinkus Jg. 1934 interniert Westerbork deportiert 1943 Auschwitz ermordet 12.2.1943                                                                                    | | |
| Heroldstr. 56 (gegenüber) DO-Nord ⊙        | 9. Feb. 2012                    | Hier wohnte Isidor Pinkus Jg. 1901 Flucht 1933 Holland interniert Westerbork deportiert 1943 Auschwitz befreit / überlebt                                                   | | |
| Hochofenstr. 7 Hörde                       | 20. Sep. 2018                   | Hier wohnte Philipp Harf Jg. 1883 'Schutzhaft’ 1938 Steinwache Flucht 1939 Holland interniert Westerbork deportiert 1943 Theresienstadt 1944 Auschwitz ermordet 11.10.1944  | | |
| Hochofenstr. 7 Hörde                       | 20. Sep. 2018                   | Hier wohnte Betty Harf geb. Hertog Jg. 1876 Flucht 1939 Holland interniert Westerbork deportiert 1943 Theresienstadt 1944 Auschwitz ermordet 11.10.1944                     | | |
| Hohe Str. 61a (gegenüber) DO-West ⊙        | 13. Aug. 2010                   | Hier wohnte Walter Poppert Jg. 1914 Flucht 1939 Holland interniert 1943 Westerbork deportiert 1943 Sobibor ermordet 14.10.1943                                              | | |
| Hohe Str. 61a (gegenüber) DO-West ⊙        | 13. Aug. 2010                   | Hier wohnte Gertrud Poppert geb. Schönborn Jg. 1914 Flucht 1939 Holland interniert 1943 Westerbork deportiert 1943 Sobibor ermordet 14.10.1943                              | | |
| Holzwickeder Str. 27 Brackel ⊙             | 21. Okt. 2008                   | Hier wohnte Karl Gähner Jg. 1910 verhaftet 1943 misshandelt von Gestapo verhaftet 1944 Zuchthaus Brandenburg enthauptet 15.5.1944                                           | | |
| Hörder Rathausstr. 2 Hörde                 | 6. Feb. 2007                    | Hier wohnte Frieda Feldheim geb. Weinberg Jg. 1872 deportiert 1942 Theresienstadt tot 7.9.1942                                                                              | | |
| Hörder Rathausstr. 2 Hörde                 | 6. Feb. 2007                    | Hier wohnte Paul Feldheim Jg. 1899 deportiert 1942 Riga ermordet 1942 in Salaspils                                                                                          | | |
| Hörder Rathausstr. 2 Hörde                 | 6. Feb. 2007                    | Hier wohnte Fritz Feldheim Jg. 1902 deportiert 1942 Zamosc ??? | | |
| Husener Str. 63 Scharnhorst ⊙              | 19. Okt. 2005                   | Hier wohnte Erich Meyer Jg. 1897 deportiert 1943 Auschwitz für tot erklärt                                                                                                  | | Es ist nicht genau bekannt, seit wann Familie Meyer in der Husener Straße lebte, Spuren gehen bis in die 1920er Jahre zurück. Kurt Meyer wurde am 23. Juli 1897 in Oeynhausen geboren, er war Pferdekommissionär. Seine Frau Anna, geborene Marker, stammte aus Westick, sie war keine Jüdin. Sie hatten ein Sohn Kurt, geboren am 17. Januar 1921. Er war Soldat. Das Geschäft der Meyers wurde während der Pogromnacht überfallen und danach „arisiert“. Erich und Kurt wurden von den Nazis – vermutlich nach 1942 – deportiert. Erichs Schicksal ist ungeklärt, er galt zunächst als verschollen und wurde später für tot erklärt. Kurts Aufenthalt in verschiedenen KZs ist belegt, ermordet wurde er im KZ Mauthausen. Anna Meyer überlebte und zog 1946 nach Castrop-Rauxel. |
| Husener Str. 63 Scharnhorst ⊙              | 19. Okt. 2005                   | Hier wohnte Kurt Meyer Jg. 1921 deportiert 1942 Mauthausen für tot erklärt                                                                                                  | | Es ist nicht genau bekannt, seit wann Familie Meyer in der Husener Straße lebte, Spuren gehen bis in die 1920er Jahre zurück. Kurt Meyer wurde am 23. Juli 1897 in Oeynhausen geboren, er war Pferdekommissionär. Seine Frau Anna, geborene Marker, stammte aus Westick, sie war keine Jüdin. Sie hatten ein Sohn Kurt, geboren am 17. Januar 1921. Er war Soldat. Das Geschäft der Meyers wurde während der Pogromnacht überfallen und danach „arisiert“. Erich und Kurt wurden von den Nazis – vermutlich nach 1942 – deportiert. Erichs Schicksal ist ungeklärt, er galt zunächst als verschollen und wurde später für tot erklärt. Kurts Aufenthalt in verschiedenen KZs ist belegt, ermordet wurde er im KZ Mauthausen. Anna Meyer überlebte und zog 1946 nach Castrop-Rauxel. |
| Husener Straße 85 Scharnhorst ⊙            | 6. Juni 2023                    | Hier wohnte Berta Wolf Jg. 1879 überfallen 9.11.1938 deportiert 1942 Ghetto Zamosc ermordet                                                                                 | | |
| Johannesstr. 28a DO-West                   | 9. Okt. 2020                    | Hier wohnte Walter Cohen Jg. 1922 verhaftet 29.7.1942 Mauthausen ermordet 16.11.1942                                                                                        | | |
| Johannesstr. 28a DO-West                   | 9. Okt. 2020                    | Hier wohnte Max Cohen Jg. 1880 'Schutzhaft' 1938 Steinwache Sachsenhausen deportiert 1942 Zamosc ermordet                                                                   | | |
| Johannesstr. 28a DO-West                   | 9. Okt. 2020                    | Hier wohnte Ida Cohen geb. Mansbacher Jg. 1883 deportiert 1942 Zamosc ermordet                                                                                              | | |
| Johannesstr. 28a DO-West                   | 9. Okt. 2020                    | Hier wohnte Hanna Cohen verh. Levy Jg. 1918 Flucht 1939 England | | |
| Johannesstr. 28a DO-West                   | 9. Okt. 2020                    | Hier wohnte Anne Cohen verh. Meier Jg. 1914 Flucht 1939 England | | |
| Kaiserstr. 44 DO-Ost ⊙                     | 16. Dez. 2016                   | Hier wohnte Henriette Neugarten geb. Cohen Jg. 1883 deportiert 1942 Theresienstadt 1944 Auschwitz ermordet                                                                  | | |
| Kaiserstr. 44 DO-Ost ⊙                     | 16. Dez. 2016                   | Hier wohnte Sally Neugarten Jg. 1885 deportiert 1942 Theresienstadt 1944 Auschwitz ermordet                                                                                 | | |
| Kaiserstr. 44 DO-Ost ⊙                     | 16. Dez. 2016                   | Hier wohnte Lore Neugarten verh. Heinemann Jg. 1926 Flucht Holland interniert Westerbork deportiert 1944 Groß-Rosen befreit                                                 | | |
| Kaiserstr. 82 DO-Ost ⊙                     | 10. Sep. 2007                   | Hier wohnte Ellen Israels-Isler Jg. 1915 deportiert 1942 ermordet 1942 in Auschwitz                                                                                         | | |
| Kampstr. 45 DO-West                        | 9. Okt. 2020                    | Hier wohnte Rolf Bischofswerder Jg. 1913 unfreiwillig verzogen 1938 Köln deportiert 1941 Riga ermordet 1944                                                                 | | |
| Kampstr. 45 DO-West                        | 9. Okt. 2020                    | Hier wohnte Irma Bischofswerder geb. Kronheim Jg. 1894 deportiert 1942 Zamosc ermordet                                                                                      | | |
| Kampstr. 45 DO-West                        | 9. Okt. 2020                    | Hier wohnte Dr. Norbert Bischofswerder Jg. 1879 'Schutzhaft' 1938 Steinwache Sachsenhausen deportiert 1941 Zamosc ermordet                                                  | | |
| Kampstr. 102–104 DO-West ⊙                 | 22. Juni 2021                   | Hier wohnte Moses Neiss Jg. 1902 'Polenaktion' 1938 Bentschen/Zbaszyn zurückgekehrt 1940 Sachsenhausen Buchenwald Dachau Auschwitz ermordet 3.12.1942                       | | |
| Kleine Beurhausstr. 12 DO-West             | 22. Juni 2021                   | Hier wohnte Fritz Bachenheimer Jg. 1912 'Schutzhaft' 1938 Steinwache Sachsenhausen Flucht 1939 England                                                                      | | |
| Kleine Beurhausstr. 12 DO-West             | 22. Juni 2021                   | Hier wohnte Eugen Bachenheimer Jg. 1883 'Schutzhaft' 1938 Sachsenhausen deportiert 1942 Auschwitz Dachau ermordet                                                           | | |
| Kleine Beurhausstr. 12 DO-West             | 22. Juni 2021                   | Hier wohnte Dina Bachenheimer geb. Rosenbaum Jg. 1880 deportiert 1942 ermordet in Auschwitz                                                                                 | | |
| Kleppingstr. 6 DO-West ⊙                   | 9. Feb. 2012                    | Hier wohnte Otto Meinecke Jg. 1880 mehrmals verhaftet zuletzt 1942 Sachsenhausen ermordet 13.7.1942                                                                         | | Otto Meinecke wurde am 20. Oktober 1880 in Witten geboren und war von Beruf Fabrikant und Kaufmann. Ab 1940 wohnte er in Dortmund in der Kleppingstraße 2 (die heutige Hausnr. 6). Er wurde in das KZ Sachsenhausen deportiert und wurde dort Opfer einer gezielten Mordaktion gegen Homosexuelle im Sommer 1942, bei der allein im Juli und August mindestens 95 namentlich bekannte Männer umgebracht wurden. |
| Klosterstr. 4 DO-West ⊙                    | 13. Juli 2017                   | Hier wohnte Isidor Stern Jg. 1881 deportiert 1942 Riga ermordet | | |
| Klosterstr. 4 DO-West ⊙                    | 13. Juli 2017                   | Hier wohnte Charlotte Stern geb. Flug Jg. 1879 deportiert 1942 Riga ermordet                                                                                                | | |
| Klosterstr. 4 DO-West ⊙                    | 13. Juli 2017                   | Hier wohnte Heinrich Orlean Jg. 1903 verhaftet 1939 Steinwache 1940 Sachsenhausen Dachau ermordet 7.6.1941                                                                  | | |
| Klosterstr. 4 DO-West ⊙                    | 13. Juli 2017                   | Hier wohnte Paula Orlean geb. Stern Jg. 1911 deportiert 1942 Riga 1944 Stutthof ermordet 30.10.1944                                                                         | | |
| Klosterstr. 4 DO-West ⊙                    | 13. Juli 2017                   | Hier wohnte Ludwig Orlean Jg. 1933 deportiert 1942 Riga 1944 Stutthof Auschwitz ermordet 11.9.1944                                                                          | | |
| Klosterstr. 4 DO-West ⊙                    | 13. Juli 2017                   | Hier wohnte Gerda Orlean Jg. 1936 deportiert 1942 Riga ermordet | | |
| Köln-Berliner Str. 7 Aplerbeck ⊙           | 21. Okt. 2008                   | Hier wohnte Wilhelm Kahn Jg. 1885 deportiert 1941 Lódz ermordet | | Wilhelm und Frieda Kahn betrieben an der Wittbräucker Str. 7 ein Geschäft für Knaben- und Herrenbekleidung. Das Paar hatte keine Kinder. Das Geschäftstätigkeit wurde am 22. August 1938 eingestellt und das Geschäft am 26. August 1938 von Amts wegen abgemeldet. Die Kahns zogen nach Köln. Im Jahr 1941 wurden sie von Köln nach Lódz transportiert. Danach nach Kulmhof gebracht und dort ermordet. Mit Wirkung vom 8. Mai 1945 wurden sie für tot erklärt. |
| Köln-Berliner Str. 7 Aplerbeck ⊙           | 21. Okt. 2008                   | Hier wohnte Frieda Kahn geb. Salm Jg. 1887 deportiert 1941 Lódz ermordet | | Wilhelm und Frieda Kahn betrieben an der Wittbräucker Str. 7 ein Geschäft für Knaben- und Herrenbekleidung. Das Paar hatte keine Kinder. Das Geschäftstätigkeit wurde am 22. August 1938 eingestellt und das Geschäft am 26. August 1938 von Amts wegen abgemeldet. Die Kahns zogen nach Köln. Im Jahr 1941 wurden sie von Köln nach Lódz transportiert. Danach nach Kulmhof gebracht und dort ermordet. Mit Wirkung vom 8. Mai 1945 wurden sie für tot erklärt. |
| Köln-Berliner Str. 13 Aplerbeck ⊙          | 4. Dez. 2006                    | Hier wohnte Margarete Andres geb. Schleich Jg. 1868 deportiert 1943 Theresienstadt tot 1.8.1943                                                                             | | Im Haus Chausseestr. 13, heute Köln-Berliner Str. 13 wohnte die Familie Andres, bestehend aus den Eltern Josef und Margarete Andres, den Töchtern Hertha und Hildegard sowie dem Sohn Walter. Josef Andres starb im April 1935 im Josefs-Hospital Hörde. Nach seinem Tod zogen Margarete und Hertha zunächst zum Ostenhellweg 32, wohin dann auch Walter nachzog, später dann nach Reichenbach im Vogtland, wo bereits die ältere Tochter Hildegard lebte. Von Berlin aus wurde Margarete Andres nach Theresienstadt deportiert, wo sie am 1. August 1943 ermordet wurde. Etwas später wurde Hertha, inzwischen verheiratete Katzenstein nach Auschwitz transportiert. Über ihr Leben ist nichts mehr bekannt, sie wurde 1958 zum 30. April 1943 für tot erklärt. Hildegard heiratete 1942 in Berlin ein zweites Mal auch sie wurde im März 1943 nach Auschwitz transportiert und später gemeinsam mit ihrer Schwester für tot erklärt. Walter Andres zog 1933 ins Saarland, kehrte jedoch 1934 nach Dortmund zurück. Im Jahr 1938 heiratete er Emmi Rosenthal. 1942 wurde das Ehepaar nach Riga deportiert. Danach gibt es nur noch unsichere Angaben. Walter Andres soll bei einem Evaluierungstransport verhungert sein. Als Todesdatum wurde der 30. April 1045 angegeben. |
| Köln-Berliner Str. 13 Aplerbeck ⊙          | 4. Dez. 2006                    | Hier wohnte Hertha Katzenstein geb. Andres Jg. 1899 deportiert 1943 Auschwitz ermordet                                                                                      | | Im Haus Chausseestr. 13, heute Köln-Berliner Str. 13 wohnte die Familie Andres, bestehend aus den Eltern Josef und Margarete Andres, den Töchtern Hertha und Hildegard sowie dem Sohn Walter. Josef Andres starb im April 1935 im Josefs-Hospital Hörde. Nach seinem Tod zogen Margarete und Hertha zunächst zum Ostenhellweg 32, wohin dann auch Walter nachzog, später dann nach Reichenbach im Vogtland, wo bereits die ältere Tochter Hildegard lebte. Von Berlin aus wurde Margarete Andres nach Theresienstadt deportiert, wo sie am 1. August 1943 ermordet wurde. Etwas später wurde Hertha, inzwischen verheiratete Katzenstein nach Auschwitz transportiert. Über ihr Leben ist nichts mehr bekannt, sie wurde 1958 zum 30. April 1943 für tot erklärt. Hildegard heiratete 1942 in Berlin ein zweites Mal auch sie wurde im März 1943 nach Auschwitz transportiert und später gemeinsam mit ihrer Schwester für tot erklärt. Walter Andres zog 1933 ins Saarland, kehrte jedoch 1934 nach Dortmund zurück. Im Jahr 1938 heiratete er Emmi Rosenthal. 1942 wurde das Ehepaar nach Riga deportiert. Danach gibt es nur noch unsichere Angaben. Walter Andres soll bei einem Evaluierungstransport verhungert sein. Als Todesdatum wurde der 30. April 1045 angegeben. |
| Köln-Berliner Str. 13 Aplerbeck ⊙          | 4. Dez. 2006                    | Hier wohnte Hildegard Wollstein geb. Andres Jg. 1901 deportiert 1943 Auschwitz ermordet                                                                                     | | Im Haus Chausseestr. 13, heute Köln-Berliner Str. 13 wohnte die Familie Andres, bestehend aus den Eltern Josef und Margarete Andres, den Töchtern Hertha und Hildegard sowie dem Sohn Walter. Josef Andres starb im April 1935 im Josefs-Hospital Hörde. Nach seinem Tod zogen Margarete und Hertha zunächst zum Ostenhellweg 32, wohin dann auch Walter nachzog, später dann nach Reichenbach im Vogtland, wo bereits die ältere Tochter Hildegard lebte. Von Berlin aus wurde Margarete Andres nach Theresienstadt deportiert, wo sie am 1. August 1943 ermordet wurde. Etwas später wurde Hertha, inzwischen verheiratete Katzenstein nach Auschwitz transportiert. Über ihr Leben ist nichts mehr bekannt, sie wurde 1958 zum 30. April 1943 für tot erklärt. Hildegard heiratete 1942 in Berlin ein zweites Mal auch sie wurde im März 1943 nach Auschwitz transportiert und später gemeinsam mit ihrer Schwester für tot erklärt. Walter Andres zog 1933 ins Saarland, kehrte jedoch 1934 nach Dortmund zurück. Im Jahr 1938 heiratete er Emmi Rosenthal. 1942 wurde das Ehepaar nach Riga deportiert. Danach gibt es nur noch unsichere Angaben. Walter Andres soll bei einem Evaluierungstransport verhungert sein. Als Todesdatum wurde der 30. April 1045 angegeben. |
| Köln-Berliner Str. 13 Aplerbeck ⊙          | 4. Dez. 2006                    | Hier wohnte Walter Andres Jg. 1903 deportiert 1942 Riga – 1943 Stutthof Evakuierungstransport tot 1945                                                                      | | Im Haus Chausseestr. 13, heute Köln-Berliner Str. 13 wohnte die Familie Andres, bestehend aus den Eltern Josef und Margarete Andres, den Töchtern Hertha und Hildegard sowie dem Sohn Walter. Josef Andres starb im April 1935 im Josefs-Hospital Hörde. Nach seinem Tod zogen Margarete und Hertha zunächst zum Ostenhellweg 32, wohin dann auch Walter nachzog, später dann nach Reichenbach im Vogtland, wo bereits die ältere Tochter Hildegard lebte. Von Berlin aus wurde Margarete Andres nach Theresienstadt deportiert, wo sie am 1. August 1943 ermordet wurde. Etwas später wurde Hertha, inzwischen verheiratete Katzenstein nach Auschwitz transportiert. Über ihr Leben ist nichts mehr bekannt, sie wurde 1958 zum 30. April 1943 für tot erklärt. Hildegard heiratete 1942 in Berlin ein zweites Mal auch sie wurde im März 1943 nach Auschwitz transportiert und später gemeinsam mit ihrer Schwester für tot erklärt. Walter Andres zog 1933 ins Saarland, kehrte jedoch 1934 nach Dortmund zurück. Im Jahr 1938 heiratete er Emmi Rosenthal. 1942 wurde das Ehepaar nach Riga deportiert. Danach gibt es nur noch unsichere Angaben. Walter Andres soll bei einem Evaluierungstransport verhungert sein. Als Todesdatum wurde der 30. April 1045 angegeben. |
| Köln-Berliner Str. 16 Aplerbeck ⊙          | 2. Juni 2009                    | Hier wohnte Julius Arensberg Jg. 1911 deportiert 1941 Minsk ermordet | | Auch wenn das Hausstandsbuch der Köln-Berliner Str. 16 unlesbar ist, findet sich im Adressbuch des Jahres 1908 ein Eintrag für Moritz Arensberg unter dieser Adresse. Er lebte hier mit seiner Frau Hedwig und den fünf Kindern Julius, Rosa, Emilie, Martha und Siegfried. Moritz Arensberg starb am 3. Dezember 1934 und 1939 zogen die anderen Mitglieder der Familie in die Ruinenstraße 1. Siegfried zog nach Unna und heiratete 1940 Hildegard Elkan. Sie zogen nach Werne und ein Jahr später wurden sie mit dem Transport Münster-Osnabrück-Bielefeld nach Riga deportiert. Beide werden auf der Totenliste als auf dem Transport gestorben, geführt. Von Hildegard Arensberg gibt es jedoch 1944 noch einen Eintrag, sie findet sich auf der Transportliste ins KZ Stutthof, doch danach gibt es keinen weiteren Hinweis auf ihr Überleben. Emilie Arensberg heiratete 1939 den Wuppertaler Max David und zog nach Wuppertal. Ihr Bruder Julius zog, nachdem er im Jahr 1940 in Köln gelebt hatte, zur Familie David nach Wuppertal und im November 1941 wurden Emilie und Max David sowie Julius Arensberg nach Minsk deportiert. Von ihnen gibt es keine weiteren Aufzeichnungen. Im März 1941 zog Hedwig mit Martha und Rosa zum Sölder Kirchweg 27 und bereits im April wurden sie mit allen anderen jüdischen Bewohnern des Hauses gezwungen, nach Dortmund-Huckarde in eine Notunterkunft in der Parsevalstr. 8 zu ziehen. Hedwig wurde im Juli 1942 ins KZ Theresienstadt deportiert und im September 1942 ins Vernichtungslager Treblinka. Es gibt keine weiteren Aufzeichnungen von ihr. Die zwei Töchter Martha und Rosa wurden im Januar 1942 nach Riga deportiert. Sie gelten als verschollen und werden im Riga-Gedenkbuch auf der Totenliste geführt. |
| Köln-Berliner Str. 16 Aplerbeck ⊙          | 2. Juni 2009                    | Hier wohnte Hedwig Arensberg geb. Rosendahl Jg. 1870 deportiert 1942 Auschwitz ermordet                                                                                     | | Auch wenn das Hausstandsbuch der Köln-Berliner Str. 16 unlesbar ist, findet sich im Adressbuch des Jahres 1908 ein Eintrag für Moritz Arensberg unter dieser Adresse. Er lebte hier mit seiner Frau Hedwig und den fünf Kindern Julius, Rosa, Emilie, Martha und Siegfried. Moritz Arensberg starb am 3. Dezember 1934 und 1939 zogen die anderen Mitglieder der Familie in die Ruinenstraße 1. Siegfried zog nach Unna und heiratete 1940 Hildegard Elkan. Sie zogen nach Werne und ein Jahr später wurden sie mit dem Transport Münster-Osnabrück-Bielefeld nach Riga deportiert. Beide werden auf der Totenliste als auf dem Transport gestorben, geführt. Von Hildegard Arensberg gibt es jedoch 1944 noch einen Eintrag, sie findet sich auf der Transportliste ins KZ Stutthof, doch danach gibt es keinen weiteren Hinweis auf ihr Überleben. Emilie Arensberg heiratete 1939 den Wuppertaler Max David und zog nach Wuppertal. Ihr Bruder Julius zog, nachdem er im Jahr 1940 in Köln gelebt hatte, zur Familie David nach Wuppertal und im November 1941 wurden Emilie und Max David sowie Julius Arensberg nach Minsk deportiert. Von ihnen gibt es keine weiteren Aufzeichnungen. Im März 1941 zog Hedwig mit Martha und Rosa zum Sölder Kirchweg 27 und bereits im April wurden sie mit allen anderen jüdischen Bewohnern des Hauses gezwungen, nach Dortmund-Huckarde in eine Notunterkunft in der Parsevalstr. 8 zu ziehen. Hedwig wurde im Juli 1942 ins KZ Theresienstadt deportiert und im September 1942 ins Vernichtungslager Treblinka. Es gibt keine weiteren Aufzeichnungen von ihr. Die zwei Töchter Martha und Rosa wurden im Januar 1942 nach Riga deportiert. Sie gelten als verschollen und werden im Riga-Gedenkbuch auf der Totenliste geführt. |
| Köln-Berliner Str. 16 Aplerbeck ⊙          | 2. Juni 2009                    | Hier wohnte Rosa Arensberg Jg. 1898 deportiert 1942 ermordet in Riga | | Auch wenn das Hausstandsbuch der Köln-Berliner Str. 16 unlesbar ist, findet sich im Adressbuch des Jahres 1908 ein Eintrag für Moritz Arensberg unter dieser Adresse. Er lebte hier mit seiner Frau Hedwig und den fünf Kindern Julius, Rosa, Emilie, Martha und Siegfried. Moritz Arensberg starb am 3. Dezember 1934 und 1939 zogen die anderen Mitglieder der Familie in die Ruinenstraße 1. Siegfried zog nach Unna und heiratete 1940 Hildegard Elkan. Sie zogen nach Werne und ein Jahr später wurden sie mit dem Transport Münster-Osnabrück-Bielefeld nach Riga deportiert. Beide werden auf der Totenliste als auf dem Transport gestorben, geführt. Von Hildegard Arensberg gibt es jedoch 1944 noch einen Eintrag, sie findet sich auf der Transportliste ins KZ Stutthof, doch danach gibt es keinen weiteren Hinweis auf ihr Überleben. Emilie Arensberg heiratete 1939 den Wuppertaler Max David und zog nach Wuppertal. Ihr Bruder Julius zog, nachdem er im Jahr 1940 in Köln gelebt hatte, zur Familie David nach Wuppertal und im November 1941 wurden Emilie und Max David sowie Julius Arensberg nach Minsk deportiert. Von ihnen gibt es keine weiteren Aufzeichnungen. Im März 1941 zog Hedwig mit Martha und Rosa zum Sölder Kirchweg 27 und bereits im April wurden sie mit allen anderen jüdischen Bewohnern des Hauses gezwungen, nach Dortmund-Huckarde in eine Notunterkunft in der Parsevalstr. 8 zu ziehen. Hedwig wurde im Juli 1942 ins KZ Theresienstadt deportiert und im September 1942 ins Vernichtungslager Treblinka. Es gibt keine weiteren Aufzeichnungen von ihr. Die zwei Töchter Martha und Rosa wurden im Januar 1942 nach Riga deportiert. Sie gelten als verschollen und werden im Riga-Gedenkbuch auf der Totenliste geführt. |
| Köln-Berliner Str. 16 Aplerbeck ⊙          | 2. Juni 2009                    | Hier wohnte Emilie David geb. Arensberg Jg. 1893 deportiert 1941 Minsk ermordet                                                                                             | | Auch wenn das Hausstandsbuch der Köln-Berliner Str. 16 unlesbar ist, findet sich im Adressbuch des Jahres 1908 ein Eintrag für Moritz Arensberg unter dieser Adresse. Er lebte hier mit seiner Frau Hedwig und den fünf Kindern Julius, Rosa, Emilie, Martha und Siegfried. Moritz Arensberg starb am 3. Dezember 1934 und 1939 zogen die anderen Mitglieder der Familie in die Ruinenstraße 1. Siegfried zog nach Unna und heiratete 1940 Hildegard Elkan. Sie zogen nach Werne und ein Jahr später wurden sie mit dem Transport Münster-Osnabrück-Bielefeld nach Riga deportiert. Beide werden auf der Totenliste als auf dem Transport gestorben, geführt. Von Hildegard Arensberg gibt es jedoch 1944 noch einen Eintrag, sie findet sich auf der Transportliste ins KZ Stutthof, doch danach gibt es keinen weiteren Hinweis auf ihr Überleben. Emilie Arensberg heiratete 1939 den Wuppertaler Max David und zog nach Wuppertal. Ihr Bruder Julius zog, nachdem er im Jahr 1940 in Köln gelebt hatte, zur Familie David nach Wuppertal und im November 1941 wurden Emilie und Max David sowie Julius Arensberg nach Minsk deportiert. Von ihnen gibt es keine weiteren Aufzeichnungen. Im März 1941 zog Hedwig mit Martha und Rosa zum Sölder Kirchweg 27 und bereits im April wurden sie mit allen anderen jüdischen Bewohnern des Hauses gezwungen, nach Dortmund-Huckarde in eine Notunterkunft in der Parsevalstr. 8 zu ziehen. Hedwig wurde im Juli 1942 ins KZ Theresienstadt deportiert und im September 1942 ins Vernichtungslager Treblinka. Es gibt keine weiteren Aufzeichnungen von ihr. Die zwei Töchter Martha und Rosa wurden im Januar 1942 nach Riga deportiert. Sie gelten als verschollen und werden im Riga-Gedenkbuch auf der Totenliste geführt. |
| Köln-Berliner Str. 16 Aplerbeck ⊙          | 2. Juni 2009                    | Hier wohnte Martha Arensberg Jg. 1901 deportiert 1942 ermordet in Riga | | Auch wenn das Hausstandsbuch der Köln-Berliner Str. 16 unlesbar ist, findet sich im Adressbuch des Jahres 1908 ein Eintrag für Moritz Arensberg unter dieser Adresse. Er lebte hier mit seiner Frau Hedwig und den fünf Kindern Julius, Rosa, Emilie, Martha und Siegfried. Moritz Arensberg starb am 3. Dezember 1934 und 1939 zogen die anderen Mitglieder der Familie in die Ruinenstraße 1. Siegfried zog nach Unna und heiratete 1940 Hildegard Elkan. Sie zogen nach Werne und ein Jahr später wurden sie mit dem Transport Münster-Osnabrück-Bielefeld nach Riga deportiert. Beide werden auf der Totenliste als auf dem Transport gestorben, geführt. Von Hildegard Arensberg gibt es jedoch 1944 noch einen Eintrag, sie findet sich auf der Transportliste ins KZ Stutthof, doch danach gibt es keinen weiteren Hinweis auf ihr Überleben. Emilie Arensberg heiratete 1939 den Wuppertaler Max David und zog nach Wuppertal. Ihr Bruder Julius zog, nachdem er im Jahr 1940 in Köln gelebt hatte, zur Familie David nach Wuppertal und im November 1941 wurden Emilie und Max David sowie Julius Arensberg nach Minsk deportiert. Von ihnen gibt es keine weiteren Aufzeichnungen. Im März 1941 zog Hedwig mit Martha und Rosa zum Sölder Kirchweg 27 und bereits im April wurden sie mit allen anderen jüdischen Bewohnern des Hauses gezwungen, nach Dortmund-Huckarde in eine Notunterkunft in der Parsevalstr. 8 zu ziehen. Hedwig wurde im Juli 1942 ins KZ Theresienstadt deportiert und im September 1942 ins Vernichtungslager Treblinka. Es gibt keine weiteren Aufzeichnungen von ihr. Die zwei Töchter Martha und Rosa wurden im Januar 1942 nach Riga deportiert. Sie gelten als verschollen und werden im Riga-Gedenkbuch auf der Totenliste geführt. |
| Köln-Berliner Str. 16 Aplerbeck ⊙          | 2. Juni 2009                    | Hier wohnte Siegfried Arensberg Jg. 1905 deportiert 1941 ermordet in Riga                                                                                                   | | Auch wenn das Hausstandsbuch der Köln-Berliner Str. 16 unlesbar ist, findet sich im Adressbuch des Jahres 1908 ein Eintrag für Moritz Arensberg unter dieser Adresse. Er lebte hier mit seiner Frau Hedwig und den fünf Kindern Julius, Rosa, Emilie, Martha und Siegfried. Moritz Arensberg starb am 3. Dezember 1934 und 1939 zogen die anderen Mitglieder der Familie in die Ruinenstraße 1. Siegfried zog nach Unna und heiratete 1940 Hildegard Elkan. Sie zogen nach Werne und ein Jahr später wurden sie mit dem Transport Münster-Osnabrück-Bielefeld nach Riga deportiert. Beide werden auf der Totenliste als auf dem Transport gestorben, geführt. Von Hildegard Arensberg gibt es jedoch 1944 noch einen Eintrag, sie findet sich auf der Transportliste ins KZ Stutthof, doch danach gibt es keinen weiteren Hinweis auf ihr Überleben. Emilie Arensberg heiratete 1939 den Wuppertaler Max David und zog nach Wuppertal. Ihr Bruder Julius zog, nachdem er im Jahr 1940 in Köln gelebt hatte, zur Familie David nach Wuppertal und im November 1941 wurden Emilie und Max David sowie Julius Arensberg nach Minsk deportiert. Von ihnen gibt es keine weiteren Aufzeichnungen. Im März 1941 zog Hedwig mit Martha und Rosa zum Sölder Kirchweg 27 und bereits im April wurden sie mit allen anderen jüdischen Bewohnern des Hauses gezwungen, nach Dortmund-Huckarde in eine Notunterkunft in der Parsevalstr. 8 zu ziehen. Hedwig wurde im Juli 1942 ins KZ Theresienstadt deportiert und im September 1942 ins Vernichtungslager Treblinka. Es gibt keine weiteren Aufzeichnungen von ihr. Die zwei Töchter Martha und Rosa wurden im Januar 1942 nach Riga deportiert. Sie gelten als verschollen und werden im Riga-Gedenkbuch auf der Totenliste geführt. |
| Kreuzstr. 26 DO-West ⊙                     | 4. Dez. 2006 neu: 15. Juli 2010 | Hier wohnte Ludwig Klar Jg. 1907 deportiert 1942 ermordet in Riga | | |
| Kreuzstr. 26 DO-West ⊙                     | 4. Dez. 2006 neu: 15. Juli 2010 | Hier wohnte Emilie Klar geb. Adler Jg. 1884 deportiert 1942 ermordet in Riga                                                                                                | | |
| Kurfürstenstr. 32 DO-Nord ⊙                | 16. Dez. 2016                   | Hier wohnte Stefan Ferdinand Schminghoff Jg. 1888 mehrfach verhaftet verurteilt §175 1940 Sachsenhausen ermordet 19.7.1940                                                  | | |
| Lambachstr. 7 DO-Nord ⊙                    | 13. Aug. 2010                   | Hier wohnte Markus Schiffmann Jg. 1885 ausgewiesen 1938 Bentschen ermordet                                                                                                  | | |
| Lambachstr. 7 DO-Nord ⊙                    | 13. Aug. 2010                   | Hier wohnte Grete Schiffmann Jg. 1922 ausgewiesen 1938 Bentschen ermordet                                                                                                   | | |
| Lambachstr. 7 DO-Nord ⊙                    | 13. Aug. 2010                   | Hier wohnte Eva Schiffmann geb. Rand Jg. 1896 ausgewiesen 1938 Bentschen ermordet                                                                                           | | |
| Leopoldstr. 4 DO-Nord ⊙                    | 7. März 2006                    | Hier wohnte Paul Cohen Jg. 1877 deportiert 1942 Theresienstadt tot 1942 | | |
| Leopoldstr. 4 DO-Nord ⊙                    | 7. März 2006                    | Hier wohnte Minna Cohen geb. Rhein Jg. 1871 deportiert 1942 Theresienstadt ermordet 1944 in Auschwitz                                                                       | | |
| Leopoldstr. 4 DO-Nord ⊙                    | 7. März 2006                    | Hier wohnte Hans Frank Jg. 1925 'Heilanstalt’ Hadamar ermordet 6.8.1941 | | |
| Leopoldstraße 12 DO-Nord ⊙                 | 6. Juni 2023                    | Hier wohnte Markus Leib Mordechai Reich Jg. 1890 'Polenaktion' 1938 Bentschen/Zbaszyn ermordet im besetzten Polen                                                           | | |
| Leopoldstraße 12 DO-Nord ⊙                 | 6. Juni 2023                    | Hier wohnte Regina Rebecca Reich geb. Guttmann Jg. 1897 'Polenaktion' 1938 Bentschen/Zbaszyn ermordet im besetzten Polen                                                    | | |
| Leopoldstraße 12 DO-Nord ⊙                 | 6. Juni 2023                    | Hier wohnte Benjamin Binyomin Reich Jg. 1922 zum Studium in Frankfurt/Main 'Polenaktion' 1938 Flucht 1939 England                                                           | | |
| Leopoldstraße 12 DO-Nord ⊙                 | 6. Juni 2023                    | Hier wohnte Helene Hadassah Reich Jg. 1924 'Polenaktion' 1938 Bentschen/Zbaszyn Flucht 1939 England                                                                         | | |
| Leopoldstraße 12 DO-Nord ⊙                 | 6. Juni 2023                    | Hier wohnte Joachim Yechiel Reich Jg. 1928 'Polenaktion' 1938 Bentschen/Zbaszyn Flucht 1939 England                                                                         | | |
| Leopoldstr. 54 DO-West                     | 10. Aug. 2020                   | Hier wohnte Abraham Hacker Jg. 1868 'Polenaktion' 1938 Bentschen / Zbaszyn zurückgekehrt 1939 verhaftet / Steinwache deportiert 30.7.1942 Theresienstadt ermordet 19.4.1943 | | |
| Leopoldstr. 54 DO-West                     | 10. Aug. 2020                   | Hier wohnte Rosa Hacker geb. Sternfeld-Berger Jg. 1873 'Polenaktion' 1938 Bentschen / Zbaszyn zurückgekehrt 1939 Lager Parsevalstraße tot 2.12.1941                         | | |
| Lessingstr. 60 DO-Nord                     | 22. Juni 2021                   | Hier wohnte Albert Rosenthal Jg. 1872 deportiert 1942 Theresienstadt 1944 Auschwitz ermordet                                                                                | | |
| Lessingstr. 60 DO-Nord                     | 22. Juni 2021                   | Hier wohnte Salomine Rosenthal geb. Pins Jg. 1880 deportiert 1942 Theresienstadt 1944 Auschwitz ermordet 31.10.1944                                                         | | |
| Lessingstr. 60 DO-Nord                     | 22. Juni 2021                   | Hier wohnte Emmy Andres geb. Rosenthal Jg. 1915 deportiert 1942 Riga 1944 Stutthof befreit                                                                                  | | |
| Lessingstr. 67 DO-Nord ⊙                   | 13. Aug. 2010                   | Hier wohnte Ruth Bauernschmitt Jg. 1915 deportiert 1942 Zamosc ermordet | | |
| Lessingstr. 67 DO-Nord ⊙                   | 13. Aug. 2010                   | Hier wohnte Rosemarie Bauernschmitt Jg. 1920 deportiert 1942 Zamosc ermordet                                                                                                | | |
| Lessingstr. 67 DO-Nord ⊙                   | 13. Aug. 2010                   | Hier wohnte Lore Bauernschmitt Jg. 1925 deportiert 1942 Zamosc ermordet | | |
| Limbecker Str. 6 Lütgendortmund ⊙          | 5. Feb. 2008                    | Hier wohnte Olga Dannenbaum Jg. 1903 deportiert 1942 ermordet in Riga | | |
| Limbecker Str. 9 Lütgendortmund ⊙          | 21. Okt. 2008                   | Hier wohnte Hans-Moritz Bernhard Jg. 1876 deportiert 1942 Theresienstadt tot 16.9.1942                                                                                      | | |
| Limbecker Str. 32 Lütgendortmund ⊙         | 9. Feb. 2012                    | Hier wohnte Berta Hoffmann geb. Dannenbaum Jg. 1863 deportiert 1942 Theresienstadt tot 16.12.1942                                                                           | | |
| Lindenhorster Str. 235 Eving ⊙             | 5. Feb. 2008                    | Hier wohnte Adolf Löwenhardt Jg. 1883 Flucht 1936 Holland interniert 1942 Westerbork deportiert 1943 Theresienstadt ermordet 1944 in Auschwitz                              | | |
| Lindenhorster Str. 235 Eving ⊙             | 5. Feb. 2008                    | Hier wohnte Julia Löwenhardt geb. Ten Brink Jg. 1890 Flucht 1936 Holland interniert 1942 Westerbork deportiert 1943 Theresienstadt ermordet 1944 in Auschwitz               | | |
| Lindenhorster Str. 237 Eving ⊙             | 5. Feb. 2008                    | Hier wohnte Arthur Kleeblatt Jg. 1903 Flucht Holland interniert Westerbork deportiert 1942 ermordet 1942 in Auschwitz                                                       | | |
| Lindenhorster Str. 237 Eving ⊙             | 5. Feb. 2008                    | Hier wohnte Hermann Kleeblatt Jg. 1874 Flucht 1939 Holland interniert 1943 Westerbork deportiert 1944 ermordet 1944 in Bergen-Belsen                                        | | |
| Lindenhorster Str. 237 Eving ⊙             | 5. Feb. 2008                    | Hier wohnte Lina Kleeblatt geb. Weinberg Jg. 1873 Flucht 1939 Holland interniert 1943 Westerbork tot 1943                                                                   | | |
| Lindenhorster Str. 237 Eving ⊙             | 5. Feb. 2008                    | Hier wohnte Walter Kleeblatt Jg. 1901 Flucht 1939 Holland interniert 1943 Westerbork deportiert 1943 Sobibor ermordet 23.4.1943                                             | | |
| Lütge Brückstr. 2 DO-West ⊙                | 13. Aug. 2010                   | Hier wohnte Albert Baehr Jg. 1878 deportiert 1942 Zamosc ermordet | | |
| Lütge Brückstr. 2 DO-West ⊙                | 13. Aug. 2010                   | Hier wohnte Berta Baehr geb. Markus Jg. 1888 deportiert 1942 Zamosc ermordet                                                                                                | | |
| Lütgendortmunder Str. 45 Lütgendortmund ⊙  | 16. Dez. 2016                   | Hier wohnte Karl Dannenbaum Jg. 1869 'Schutzhaft’ 1938 Steinwache deportiert 1942 Theresienstadt 1942 Treblinka ermordet                                                    | | |
| Lütgendortmunder Str. 45 Lütgendortmund ⊙  | 16. Dez. 2016                   | Hier wohnte Wilhelm Dannenbaum Jg. 1872 'Schutzhaft’ 1938 Steinwache 1939 Sachsenhausen deportiert 1942 Treblinka ermordet                                                  | | |
| Lütgendortmunder Str. 68 Lütgendortmund ⊙  | 5. Feb. 2008                    | Hier wohnte Willy Rothschild Jg. 1896 deportiert 1943 ermordet in Auschwitz                                                                                                 | | Für Willy Rothschild wurde der erste Stolperstein in Lütgendortmund verlegt. Die Initiative dazu ging von der Bezirksvertretung aus. Eine Lehrer*- und Schüler*initiative der Heinrich-Böll-Gesamtschule recherchierte zum Schicksal von Willy Rothschild. |
| Lütgendortmunder Str. 133 Lütgendortmund ⊙ | 9. Feb. 2012                    | Hier wohnte Gertrud Bernstein geb. Jacobi Jg. 1888 deportiert 1942 Minsk ?                                                                                                  | | |
| Mallinckrodtstr. 119 DO-Nord ⊙             | 13. Aug. 2010                   | Hier wohnte Alfred Apfel Jg. 1886 deportiert 1942 Riga ermordet | | Die jüdische Familie Apfel lebte zunächst in der Steinstraße 6, ab 1934 im Haus an der Mallinckrodtstr. 119. Im Jahr 1939 wurden sie gezwungen, ihr Haus zu verkaufen und ihr Spielzeug- und Hauswarengeschäft am Steinplatz aufzugeben und zogen in eine kleine Wohnung an der Münsterstraße. Die jüngste Tochter floh eine Woche vor Kriegsbeginn nach England, die Eltern und der älteste Bruder wurden 1942 nach Riga deportiert und ermordet, nur der jüngere Bruder überlebte. Der Stolperstein wurde am 13.08.2010 im Beisein der jüngsten Tochter von Gunter Demnig in der Mallinckrodtstraße verlegt. |
| Mallinckrodtstr. 119 DO-Nord ⊙             | 13. Aug. 2010                   | Hier wohnte Hedwig Apfel geb. Berger Jg. 1887 deportiert 1942 Riga ermordet                                                                                                 | | Die jüdische Familie Apfel lebte zunächst in der Steinstraße 6, ab 1934 im Haus an der Mallinckrodtstr. 119. Im Jahr 1939 wurden sie gezwungen, ihr Haus zu verkaufen und ihr Spielzeug- und Hauswarengeschäft am Steinplatz aufzugeben und zogen in eine kleine Wohnung an der Münsterstraße. Die jüngste Tochter floh eine Woche vor Kriegsbeginn nach England, die Eltern und der älteste Bruder wurden 1942 nach Riga deportiert und ermordet, nur der jüngere Bruder überlebte. Der Stolperstein wurde am 13.08.2010 im Beisein der jüngsten Tochter von Gunter Demnig in der Mallinckrodtstraße verlegt. |
| Märkische Str. 50 DO-Ost ⊙                 | 6. Feb. 2007                    | Hier wohnte Arthur Spiegel Jg. 1871 deportiert 1942 Theresienstadt tot 9.3.1943                                                                                             | | |
| Märkische Str. 50 DO-Ost ⊙                 | 6. Feb. 2007                    | Hier wohnte Elli Spiegel Jg. 1899 deportiert 1942 Riga ??? | | |
| Märkische Str. 50 DO-Ost ⊙                 | 6. Feb. 2007                    | Hier wohnte Rudolf Spiegel Jg. 1908 deportiert 1942 Riga Stutthof 1944 Buchenwald ???                                                                                       | | |
| Märkische Str. 50 DO-Ost ⊙                 | 6. Feb. 2007                    | Hier wohnte Henriette Eber Jg. 1866 deportiert 1942 Theresienstadt tot 14.8.1942                                                                                            | | |
| Märkische Str. 84 DO-Ost                   | 22. Juni 2021                   | Hier wohnte Hannelore Thal Jg. 1927 Flucht 1938 Holland interniert Westerbork deportiert 1943 Sobibor ermordet 9.7.1943                                                     | | |
| Märtmannstr. 40 Aplerbeck ⊙                | 2. Sep. 2009                    | Hier wohnte Walter Löwenstein Jg. 1893 verhaftet Sept. 1944 Lager Weissenfels 1945 Theresienstadt befreit tot an Haftfolgen 19.5.1945                                       | | Walter Löwenstein heiratete 1931 Johanna Viets, die keine Jüdin war. Aus dieser Ehe ging eine gemeinsame Tochter hervor. Löwenstein war durch diese „bevorrechtigte Ehe“ zunächst geschützt, übernahm den Metzgerbetrieb seiner jüdischen Eltern in der Märtmannstr. 40 und arbeitete bis 1939 als Metzger. Der Betrieb wurde 1939 geschlossen, Löwenstein wurde zur Zwangsarbeit verpflichtet und mit anderen männlichen Juden, die in „bevorrechtigter Ehe“ lebten, im September 1944 in ein Arbeitslager nach Weißenfels deportiert. Mitte Februar kam er ins KZ Theresienstadt. In den Listen der Überlebenden befindet sich sein Name, jedoch kehrte er nicht nach Hause zurück. Nach Aussage von überlebenden Juden in Theresienstadt, Lilli Schlick und Pinkas Medaljon, die ihn persönlich kannten starb er dort an Fleckfieber. Medaljon erklärte seine Leiche gesehen zu haben und dass er im Krematorium verbrannt worden sei. Entsprechend der Aussage wurde er gerichtlich mit Wirkung zum 31. Mai 1945 für tot erklärt. |
| Meißener Str. 12 DO-Ost ⊙                  | 13. Aug. 2010                   | Hier wohnte Erich Poppert Jg. 1912 Flucht 1933 Holland interniert 1943 Westerbork deportiert 1943 Sobibor ermordet 1.5.1943                                                 | | |
| Meißener Str. 12 DO-Ost ⊙                  | 13. Aug. 2010                   | Hier wohnte Ilse Poppert Jg. 1927 Flucht 1938 Holland interniert 1942 Westerbork deportiert 1942 Auschwitz ermordet 3.12.1942                                               | | |
| Meißener Str. 12 DO-Ost ⊙                  | 13. Aug. 2010                   | Hier wohnte Olga Poppert geb. Rauner Jg. 1888 Flucht 1938 Holland interniert 1942 Westerbork deportiert 1942 Auschwitz ermordet 3.12.1942                                   | | |
| Meißener Str. 12 DO-Ost ⊙                  | 13. Aug. 2010                   | Hier wohnte Siegmund Poppert Jg. 1879 Flucht 1938 Holland interniert 1942 Westerbork deportiert 1942 Auschwitz ermordet 3.12.1942                                           | | |
| Münsterstr. 42 DO-Nord ⊙                   | 29. Aug. 2012                   | Hier wohnte Hans Rosenthal Jg. 1908 unfreiwillig verzogen 1938 Hamburg deportiert 1942 ermordet in Riga                                                                     | | Hans Rosenthal wurde am 26. August 1908 geboren. Am 27. Januar 1942 wurde er nach Riga deportiert. Er ist wohl im Ghetto Riga oder einer der unmittelbaren Folgestationen umgekommen. |
| Münsterstr. 42 DO-Nord ⊙                   | 29. Aug. 2012                   | Hier wohnte Erich Rosenthal Jg. 1914 eingewiesen 1939 Heilanstalt Aplerbeck 'verlegt’ 1940 Landes-Pfegeanstalt Brandenburg ermordet 1940 Aktion T4                          | | Erich Rosenthal war geistig behindert und wurde Opfer der nationalsozialistischen Euthanasiemorde. Er war zwischen 1939 und September 1940 in der Provinzial-Heilanstalt Dortmund-Aplerbeck untergebracht. Von dort wurde er am 21. September 1940 in die Anstalt Wunstorf überstellt und wahrscheinlich am 27. September 1940 in Brandenburg vergast. |
| Münsterstr. 42 DO-Nord ⊙                   | 9. Feb. 2012                    | Hier wohnte Julie Wolff geb. Cohen Jg. 1880 deportiert 1942 Theresienstadt ermordet 19.4.1943                                                                               | | |
| Münsterstr. 42 DO-Nord ⊙                   | 9. Feb. 2012                    | Hier wohnte Hermann Wolff Jg. 1888 deportiert 1942 Riga erschossen 8.4.1945 auf dem Todesmarsch                                                                             | | |
| Münsterstr. 42 DO-Nord ⊙                   | 9. Feb. 2012                    | Hier wohnte Jeanette Wolff geb. Cohen Jg. 1888 deportiert 1942 Riga befreit / überlebt                                                                                      | | |
| Münsterstr. 42 DO-Nord ⊙                   | 9. Feb. 2012                    | Hier wohnte Juliane Wolff Jg. 1912 deportiert 1942 Riga ermordet 1944 Stutthof                                                                                              | | |
| Münsterstr. 42 DO-Nord ⊙                   | 9. Feb. 2012                    | Hier wohnte Edith Marx geb. Wolff Jg. 1916 deportiert 1942 Riga befreit / überlebt                                                                                          | | |
| Münsterstr. 42 DO-Nord ⊙                   | 9. Feb. 2012                    | Hier wohnte Käthe Wolff Jg. 1920 deportiert 1941 Ravensbrück ermordet 1944                                                                                                  | | |
| Münsterstr. 42 DO-Nord ⊙                   | 9. Feb. 2012                    | Hier wohnte Ruth Sowinsky Jg. 1939 deportiert 1942 Riga ermordet 1943 | | |
| Münsterstr. 44 DO-Nord ⊙                   | 15. Sep. 2018                   | Hier wohnte Friedrich Heimann Jg. 1889 seit 1939 mehrfach verhaftet/verurteilt § 175 Gefängnis Dortmund deportiert 1942 Zamosc ermordet                                     | | |
| Münsterstr. 106 DO-Nord                    | 4. Okt. 2012                    | Hier wohnte Ida Cohn geb. Franke Jg. 1872 deportiert 1942 Theresienstadt ermordet 1942 Treblinka                                                                            | | |
| Münsterstr. 106 DO-Nord                    | 4. Okt. 2012                    | Hier wohnte Max Cohn Jg. 1866 Enteignung Zwangseinweisung Lager Parsevalstraße tot 8.12.1942 Dortmund                                                                       | | |
| Münsterstr. 106 DO-Nord                    | 19. Feb. 2019                   | Hier wohnte Sofie Johanna Cohn Jg. 1916 Flucht 1938 England überlebt | | |
| Münsterstr. 117 DO-Nord                    | 11. Nov. 2015                   | Hier wohnte Max Grüneberg Jg. 1885 Zwangsarbeit 1940 deportiert 1942 Zamosc ermordet                                                                                        | | |
| Münsterstr. 117 DO-Nord                    | 11. Nov. 2015                   | Hier wohnte Therese Grüneberg geb. Scheyer Jg. 1884 deportiert 1942 Zamosc ermordet                                                                                         | | |
| Neuer Graben 55 DO-West                    | 5. Sep. 2014                    | Hier wohnte Sophie Blankenstein geb. Hochheimer Jg. 1872 deportiert 1942 Theresienstadt ermordet 16.5.1944 Auschwitz                                                        | | |
| Neuer Graben 55 DO-West                    | 5. Sep. 2014                    | Hier wohnte Louis Blankenstein Jg. 1867 deportiert 1942 Theresienstadt ermordet 4.8.1942                                                                                    | | |
| Nordstr. 57 DO-Nord ⊙                      | 16. Dez. 2016                   | Hier wohnte Werner Großheide Jg. 1908 mehrfach verhaftet verurteilt §175 1942 Steinwache ermordet 6.3.1943 Neuengamme                                                       | | |
| Oesterholzstr. 80 DO-Nord                  | 11. Dez. 2014                   | Hier wohnte David Adler Jg. 1878 'Schutzhaft’ 1938 Steinwache deportiert 1942 Theresienstadt 1944 Auschwitz ermordet                                                        | | |
| Oesterholzstr. 80 DO-Nord                  | 11. Dez. 2014                   | Hier wohnte Friederike Adler geb. Blumenthal Jg. 1877 deportiert 1942 Theresienstadt 1944 Auschwitz ermordet                                                                | | |
| Oesterholzstr. 87 DO-Nord                  | 13. Juli 2017                   | Hier wohnte Arthur Grünewald Jg. 1898 Flucht 1940 Holland interniert Westerbork deportiert 1943 Theresienstadt 1944 Auschwitz ermordet                                      | | |
| Oesterholzstr. 87 DO-Nord                  | 13. Juli 2017                   | Hier wohnte Regine Grünewald geb. Orlean Jg. 1900 Flucht 1940 Holland interniert Westerbork deportiert 1943 Theresienstadt 1944 Auschwitz ermordet                          | | |
| Oesterholzstr. 87 DO-Nord                  | 13. Juli 2017                   | Hier wohnte Jakob Orlean Jg. 1903 Flucht 1933 Frankreich Widerstand / Resistance / verhaftet / interniert deportiert 1943 Auschwitz, Ohrdruf Todesmarsch 1945 befreit       | | |
| Oesterholzstr. 87 DO-Nord                  | 13. Juli 2017                   | Hier wohnte Günter Grünewald Jg. 1925 gedemütigt / entrechtet tot 1936 | | |
| Oesterholzstr. 87 DO-Nord                  | 13. Juli 2017                   | David Ludwig Grünewald Jg. 1942 interniert Westerbork deportiert 1943 Theresienstadt 1944 Auschwitz ermordet                                                                | | |
| Olpe 43 DO-West                            | 9. Okt. 2020                    | Hier wohnte Käthe Frank geb. Friedmann Jg. 1902 deportiert 1943 ermordet in Auschwitz                                                                                       | | |
| Olpe 43 DO-West                            | 9. Okt. 2020                    | Hier wohnte Edmund Frank Jg. 1892 deportiert 1943 ermordet in Auschwitz | | |
| Ostenhellweg 41 DO-Ost ⊙                   | 19. Okt. 2005                   | Hier wohnte Walter Friede Jg. 1885 deportiert 1942 Riga für tot erklärt | | |
| Ostenhellweg 41 DO-Ost ⊙                   | 19. Okt. 2005                   | Hier wohnte Martha Friede geb. Schickler Jg. 1895 deportiert 1942 Riga ermordet 18.12.1944 KZ Stutthof                                                                      | | |
| Ostenhellweg 41 DO-Ost ⊙                   | 19. Okt. 2005                   | Hier wohnte Ernst Friede Jg. 1923 1938 jüdisches Lehrgut Gross-Breesen überlebt in Schweden                                                                                 | | |
| Ostenhellweg 41 DO-Ost ⊙                   | 19. Okt. 2005                   | Hier wohnte Cläre Friede Jg. 1924 deportiert 1942 Riga KZ Stutthof für tot erklärt                                                                                          | | |
| Ostenhellweg 41 DO-Ost ⊙                   | 19. Okt. 2005                   | Hier wohnte Julius Nussbaum Jg. 1886 deportiert 1942 Zamosc für tot erklärt                                                                                                 | | |
| Ostenhellweg 41 DO-Ost ⊙                   | 19. Okt. 2005                   | Hier wohnte Meta Nussbaum geb. Friede Jg. 1888 deportiert 1942 Zamosc für tot erklärt                                                                                       | | |
| Ostenhellweg 41 DO-Ost ⊙                   | 19. Okt. 2005                   | Hier wohnte Günter Nussbaum Jg. 1924 Schicksal ??? für tot erklärt | | |
| Ostenhellweg 41 DO-Ost ⊙                   | 19. Okt. 2005                   | Hier wohnte Margot Nussbaum Jg. 1929 Flucht 1939 England überlebt in Palästina                                                                                              | | |
| Platz von Amiens                           | 29. Apr. 2024                   | Hier wohnte Dr. Max Ostwald Jg. 1884 'Schutzhaft' 1938 Steinwache KZ Sachsenhausen deportiert 1942 Theresienstadt ermordet 7.9.1943                                         | Bild gesucht Der Benutzer GeorgDerReisende ( Diskussion ) wünscht sich an dieser Stelle ein Bild vom Ort mit diesen Koordinaten 51.516421 7.46237 . Motiv: Platz von Amiens: Stolpersteine für die Familie Ostwald und die Lage Falls du dabei helfen möchtest, erklärt die Anleitung , wie das geht. BW | |
| Platz von Amiens                           | 29. Apr. 2024                   | Hier wohnte Hedwig Ostwald geb. Strauss Jg. 1889 deportiert 1942 Theresienstadt 1944 Auschwitz ermordet                                                                     | | |
| Platz von Amiens                           | 29. Apr. 2024                   | Hier wohnte Martin Ostwald Jg. 1922 'Schutzhaft' 1938 Steinwache KZ Sachsenhausen Flucht 1939 Holland England                                                               | | |
| Platz von Amiens                           | 29. Apr. 2024                   | Hier wohnte Ernst Levy Ostwald Jg. 1923 'Schutzhaft' 1938 Steinwache KZ Sachsenhausen Flucht 1939 Holland England                                                           | | |
| Prinzenstr. 9/11 DO-West ⊙                 | 2. Juni 2009                    | Hier wohnte Alice Schanzer Jg. 1897 deportiert 1942 Zamosc ermordet | | |
| Prinzenstr. 9/11 DO-West ⊙                 | 2. Juni 2009                    | Hier wohnte Helma Schanzer Jg. 1891 deportiert 1942 Zamosc ermordet | | |
| Prinzenstr. 9/11 DO-West ⊙                 | 2. Juni 2009                    | Hier wohnte Julius Schanzer Jg. 1893 verhaftet 1933 Sachsenhausen deportiert 1942 Zamosc ermordet                                                                           | | |
| Prinzenstr. 9/11 DO-West ⊙                 | 2. Juni 2009                    | Hier wohnte Viktor Schanzer Jg. 1860 deportiert 1942 Theresienstadt tot 10. 10. 1942                                                                                        | | |
| Rheinische Str. 19 DO-West                 | 31. Okt. 2015                   | Hier wohnte Grete Weinberg geb. Lindemann Jg. 1909 Flucht 1939 Holland interniert Westerbork deportiert 1944 Theresienstadt ermordet 7.7.1944 Auschwitz                     | | |
| Rheinische Str. 19 DO-West                 | 31. Okt. 2015                   | Hier wohnte Klaus Weinberg Jg. 1938 Flucht 1939 Holland interniert Westerbork deportiert 1944 Theresienstadt ermordet 7.7.1944 Auschwitz                                    | | |
| Rheinische Str. 19 DO-West                 | 31. Okt. 2015                   | Hier wohnte Otto Weinberg Jg. 1905 'Schutzhaft’ 1938 Steinwache Flucht 1939 Holland interniert Westerbork deportiert 1944 Theresienstadt ermordet 1944 Auschwitz            | | |
| Rheinische Str. 29 DO-West ⊙               | 11. Dez. 2014                   | Hier wohnte Max Neugarten Jg. 1896 deportiert 1943 ermordet in Auschwitz | | |
| Rheinische Str. 29 DO-West ⊙               | 11. Dez. 2014                   | Hier wohnte Johanna Neugarten geb. Stern Jg. 1902 deportiert 1943 Auschwitz ermordet 3. 3. 1943                                                                             | | |
| Rheinische Str. 29 DO-West ⊙               | 11. Dez. 2014                   | Hier wohnte Liesel Neugarten Jg. 1933 deportiert 1943 Auschwitz ermordet 3. 3. 1943                                                                                         | | |
| Rheinische Str. 29 DO-West ⊙               | 11. Dez. 2014                   | Hier wohnte Frieda Stern geb. Hurwitz Jg. 1868 deportiert 1942 Theresienstadt befreit/überlebt                                                                              | | |
| Rheinische Straße 51 DO-West ⊙             | 6. Juni 2023                    | Hier wohnte Leo Rosenbaum | | |
| Rheinische Straße 51 DO-West ⊙             | 6. Juni 2023                    | Hier wohnte Paula Rosenbaum | | |
| Rheinische Straße 51 DO-West ⊙             | 6. Juni 2023                    | Hier wohnte Salomon Rosenbaum | | |
| Rheinische Straße 51 DO-West ⊙             | 6. Juni 2023                    | Hier wohnte Friedrich Rosenbaum | | |
| Rheinische Str. 56 DO-West                 | 12. Juni 2015                   | Hier wohnte Auguste Jordan geb. Silberschmidt Jg. 1875 deportiert 1942 Theresienstadt ermordet 6.5.1943                                                                     | | |
| Rheinische Str. 56 DO-West                 | 12. Juni 2015                   | Hier wohnte Aron Jordan gen. Albert Jg. 1872 'Schutzhaft’ 1938 Steinwache deportiert 1942 Theresienstadt ermordet 14.12.1942                                                | | |
| Rheinische Str. 56 DO-West                 | 12. Juni 2015                   | Hier wohnte Hermann Jordan Jg. 1907 Flucht 1934 Palästina | | |
| Rheinische Str. 56 DO-West                 | 12. Juni 2015                   | Hier wohnte Helga Jordan verh. Lilie Jg. 1912 Flucht 1935 Palästina | | |
| Ruinenstr. 1 Aplerbeck ⊙                   | 21. Okt. 2008                   | Hier wohnte Bertha Sternheim geb. Reiss Jg. 1872 deportiert 1942 Riga 1944 Stutthof ermordet                                                                                | | 1901 heiratete Bertha Reiss aus Bobenhausen den Viehhändler Sally Sternheim und zog nach Aplerbeck in die Chausseestr. 29, heute Köln-Berliner Str. 29. Die Ehe war kinderlos, jedoch lebte die Ziehtochter Rega (oder Rechta) Reiss eine verwandte Berthas, in ihrem Haushalt, bis sie 1934 Karl Bruch heiratete und nach Münstereifel zog. 1926 siedelte die Familie in die Ruinenstr. 1 um, dort lebte bereits Sallys Schwester Ida Sternheim. Sally Sternheim starb 1939 an Herzschwäche, Ida Sternheim zog 1941 nach Schwerte und Bertha zum Brackeler Hellweg 146. 1942 wurde Bertha nach Riga transportiert, sie überlebte trotz ihres Alters das KZ Sutthof, starb jedoch vermutlich im harten Winter 1944/45 und wird im Gedenkbuch von Riga in der Totenliste geführt. |
| Ruinenstr. 34 Aplerbeck ⊙                  | 21. Okt. 2008                   | Hier wohnte Mathilde Kratzer geb. Rosenthal Jg. 1858 deportiert 1942 Theresienstadt tot 9.9.1942                                                                            | | Mathilde und ihr Mann Leopold Kratzer wohnten mehrere Jahrzehnte im Haus Ruinenstraße 23, bis sie im Mai 1939 in die Ruinenstr. 28 umziehen mussten und fünf Monate später in den Sölder Kirchweg 27. Dort starb Leopold Kratzer. 1941 musste die 83-jährige Mathilde Kratzer erneut umziehen, diesmal ins „Judenhaus“ Stiftstr. 21. Von dort wurde sie in die Notunterkunft Parsevalstr. 8 verlegt. Mathilde Kratzer wurde am 29. Juli 1942 nach Theresienstadt deportiert und auf der Transportliste wurde handschriftlich der 9. September 1942 vermerkt, ihr Todestag. |
| Saarlandstr. 25 DO-West                    | 28. Aug. 2012                   | Hier wohnte Jacob Szymowski Jg. 1895 Enteignung Zwangseinweisung 'Judenhaus' deportiert 1942 Riga ermordet                                                                  | | |
| Saarlandstr. 25 DO-West                    | 28. Aug. 2012                   | Hier wohnte Lisa Szymowski geb. Obergut Jg. 1900 Enteignung Zwangseinweisung 'Judenhaus' deportiert 1942 Riga ermordet                                                      | | |
| Saarlandstr. 25 DO-West                    | 28. Aug. 2012                   | Hier wohnte Maria Szymowski Jg. 1923 Zwangseinweisung 'Judenhaus' tot 9.11.1940                                                                                             | | |
| Saarlandstr. 112 DO-West ⊙                 | 4. Dez. 2006                    | Hier wohnte Emilie Goldschmidt Jg. 1888 deportiert 1942 ermordet in Riga | | |
| Saarlandstr. 112 DO-West ⊙                 | 4. Dez. 2006                    | Hier wohnte Berta Goldschmidt Jg. 1892 deportiert 1942 ermordet in Riga | | |
| Schillstr. 19 Eving ⊙                      | 2. Okt. 2012                    | Hier wohnte Johanna Muß Jg. 1900 eingewiesen 1935 Heilanstalt Warburg 'verlegt’ 23.7.1941 Hadamar ermordet 23.7.1941 Aktion T4                                              | | Johanna Muß war geistig behindert. Nach dem Tod ihrer Mutter im Jahre 1935 kam sie in die Landesheilanstalt Aplerbeck. Später im gleichen Jahr wurde sie verlegt und zwangssterilisiert. 1941 wurde sie in Hadamar in der Gaskammer ermordet. |
| Schlosserstr. 42 DO-Nord ⊙                 | 4. Dez. 2006                    | Hier wohnte Heinrich Czerkus Jg. 1894 von Gestapo ermordet 1945 im Rombergpark                                                                                              | | Heinrich Czerkus war bereits in der Weimarer Republik für die KPD tätig und wurde 1933 in den Dortmunder Stadtrat gewählt. Beruflich war er als Vereinswart für Borussia Dortmund tätig. Er wurde 1945 verhaftet und in den letzten Kriegswochen im Rombergpark ermordet. |
| Schürener Str. 46 Aplerbeck ⊙              | 10. Sep. 2007                   | Hier wohnte David Schöneberg Jg. 1883 deportiert 1942 ermordet in Riga | | Paula und David Schöneberg heirateten 1923. Ihre erste Wohnung hatten sie in der Dorfstraße 9, dort wurde auch ihr Sohn Ludwig geboren. Ab Juli 1923 lebten sie bis 1940 in der Schürener Str. 46. Am 19. Juli 1940 wurden die Eltern in das Judenhaus Lindenstraße 45 und der Sohn Ludwig in das Judenhaus Westenhellweg 121 eingewiesen. Von dort wurden alle Familienmitglieder am 27. Januar 1942 nach Riga deportiert. 1943 existieren noch Einträge für Paula und David Schöneberg, in der Totenliste sind sie jedoch nicht zu finden. Sie gelten als verschollen und wurden vom Amtsgericht Hörde 1948 mit dem Datum 8. Mai 1945 für tot erklärt. Der Sohn Ludwig überlebte das Konzentrationslager und wanderte nach Australien aus. Er lebte später in New South Wales. |
| Schürener Str. 46 Aplerbeck ⊙              | 10. Sep. 2007                   | Hier wohnte Paula Schöneberg geb. Mendels Jg. 1895 deportiert 1942 ermordet in Riga                                                                                         | | Paula und David Schöneberg heirateten 1923. Ihre erste Wohnung hatten sie in der Dorfstraße 9, dort wurde auch ihr Sohn Ludwig geboren. Ab Juli 1923 lebten sie bis 1940 in der Schürener Str. 46. Am 19. Juli 1940 wurden die Eltern in das Judenhaus Lindenstraße 45 und der Sohn Ludwig in das Judenhaus Westenhellweg 121 eingewiesen. Von dort wurden alle Familienmitglieder am 27. Januar 1942 nach Riga deportiert. 1943 existieren noch Einträge für Paula und David Schöneberg, in der Totenliste sind sie jedoch nicht zu finden. Sie gelten als verschollen und wurden vom Amtsgericht Hörde 1948 mit dem Datum 8. Mai 1945 für tot erklärt. Der Sohn Ludwig überlebte das Konzentrationslager und wanderte nach Australien aus. Er lebte später in New South Wales. |
| Schüruferstr. 221 Aplerbeck ⊙              | 4. Dez. 2006                    | Hier wohnte Rebekka Bertha Gollubier geb. Caspari Jg. 1870 deportiert 1942 Theresienstadt ermordet 1942 in Treblinka                                                        | | Die Familie Gollubier bestand aus fünf Personen, den Eltern Hermann und Bertha und den drei Söhnen Alfred Aron, Ewald und Herbert. Der Vater Hermann starb 1934, danach gibt es nur ungenaue Aufzeichnungen über das Leben von Bertha und den Söhnen. 1940/1941 zogen sie in die Stiftstraße 15. Bertha wurde am 25. Juli 1942 nach Theresienstadt und zwei Monate später nach Treblinka transportiert. Über ihr Leben gibt es keine weitere Aufzeichnung, sie ist vermutlich auf dem Transport ermordet worden. Alfred Aron wird in der Totenliste des Transportes vom 13. Dezember 1941 von Münster-Osnabrück-Bielefeld nach Riga aufgeführt, genauso wie Ewald und Anna Gollubier, geb. Windmüller, vermutlich die Ehefrau von Ewald. Alfred und Ewald finden sich 1944 in der Lagerliste des KZ Stutthofs. Dort ist Ewald vermutlich gegen Ende des Kriegs umgekommen. Das weitere Schicksal von Alfred Aron und Herbert ist unklar. Evtl. wurden sie nach Auschwitz transportiert. |
| Schüruferstr. 221 Aplerbeck ⊙              | 4. Dez. 2006                    | Hier wohnte Alfred Aron Gollubier Jg. 1892 deportiert ermordet | | Die Familie Gollubier bestand aus fünf Personen, den Eltern Hermann und Bertha und den drei Söhnen Alfred Aron, Ewald und Herbert. Der Vater Hermann starb 1934, danach gibt es nur ungenaue Aufzeichnungen über das Leben von Bertha und den Söhnen. 1940/1941 zogen sie in die Stiftstraße 15. Bertha wurde am 25. Juli 1942 nach Theresienstadt und zwei Monate später nach Treblinka transportiert. Über ihr Leben gibt es keine weitere Aufzeichnung, sie ist vermutlich auf dem Transport ermordet worden. Alfred Aron wird in der Totenliste des Transportes vom 13. Dezember 1941 von Münster-Osnabrück-Bielefeld nach Riga aufgeführt, genauso wie Ewald und Anna Gollubier, geb. Windmüller, vermutlich die Ehefrau von Ewald. Alfred und Ewald finden sich 1944 in der Lagerliste des KZ Stutthofs. Dort ist Ewald vermutlich gegen Ende des Kriegs umgekommen. Das weitere Schicksal von Alfred Aron und Herbert ist unklar. Evtl. wurden sie nach Auschwitz transportiert. |
| Schüruferstr. 221 Aplerbeck ⊙              | 4. Dez. 2006                    | Hier wohnte Ewald Gollubier Jg. 1898 deportiert 1941 Riga – 1944 Stutthof ermordet                                                                                          | | Die Familie Gollubier bestand aus fünf Personen, den Eltern Hermann und Bertha und den drei Söhnen Alfred Aron, Ewald und Herbert. Der Vater Hermann starb 1934, danach gibt es nur ungenaue Aufzeichnungen über das Leben von Bertha und den Söhnen. 1940/1941 zogen sie in die Stiftstraße 15. Bertha wurde am 25. Juli 1942 nach Theresienstadt und zwei Monate später nach Treblinka transportiert. Über ihr Leben gibt es keine weitere Aufzeichnung, sie ist vermutlich auf dem Transport ermordet worden. Alfred Aron wird in der Totenliste des Transportes vom 13. Dezember 1941 von Münster-Osnabrück-Bielefeld nach Riga aufgeführt, genauso wie Ewald und Anna Gollubier, geb. Windmüller, vermutlich die Ehefrau von Ewald. Alfred und Ewald finden sich 1944 in der Lagerliste des KZ Stutthofs. Dort ist Ewald vermutlich gegen Ende des Kriegs umgekommen. Das weitere Schicksal von Alfred Aron und Herbert ist unklar. Evtl. wurden sie nach Auschwitz transportiert. |
| Schüruferstr. 221 Aplerbeck ⊙              | 4. Dez. 2006                    | Hier wohnte Herbert Gollubier Jg. 1905 deportiert ermordet | | Die Familie Gollubier bestand aus fünf Personen, den Eltern Hermann und Bertha und den drei Söhnen Alfred Aron, Ewald und Herbert. Der Vater Hermann starb 1934, danach gibt es nur ungenaue Aufzeichnungen über das Leben von Bertha und den Söhnen. 1940/1941 zogen sie in die Stiftstraße 15. Bertha wurde am 25. Juli 1942 nach Theresienstadt und zwei Monate später nach Treblinka transportiert. Über ihr Leben gibt es keine weitere Aufzeichnung, sie ist vermutlich auf dem Transport ermordet worden. Alfred Aron wird in der Totenliste des Transportes vom 13. Dezember 1941 von Münster-Osnabrück-Bielefeld nach Riga aufgeführt, genauso wie Ewald und Anna Gollubier, geb. Windmüller, vermutlich die Ehefrau von Ewald. Alfred und Ewald finden sich 1944 in der Lagerliste des KZ Stutthofs. Dort ist Ewald vermutlich gegen Ende des Kriegs umgekommen. Das weitere Schicksal von Alfred Aron und Herbert ist unklar. Evtl. wurden sie nach Auschwitz transportiert. |
| Schüruferstr. 326 Aplerbeck ⊙              | 2. Juni 2009                    | Hier wohnte Helene Schönfeld geb. Neter Jg. 1892 deportiert 1941 Riga ermordet                                                                                              | | Helene Neter heiratete Max Schönfeld, am gleichen Tag heiratete ihre Schwester Wilhelmine Neter Moritz Schönfeld, den Bruder von Max Schönfeld. Die Brüder Schönfeld stammten aus Nürnberg und waren im Juni 1925 nach Dortmund gezogen und in das Haus der Familie Schönfeld eingezogen. Helene und Max Schönfeld hatten einen Sohn, Erwin Schönfeld. Die Ehe von Wilhelmine und Moritz Schönfeld blieb kinderlos. Moritz Schönfeld zog 1934 zurück nach Nürnberg, 1935 folgten ihm nach Anschlägen auf das Haus und Geschäft der Neters seine Frau Wilhelmine und der Neffe Erwin. 1937 zogen auch Max und Helene Schönfeld nach Nürnberg. Die fünf Mitglieder der Familie Schönfeld wurde im November 1941 nach Riga transportiert und dort verlieren sich ihre Spuren. Im Gedenkbuch der Gedenkstätte Riga werden sie zum Nürnberger Transport zugehörig gelistet. Mit Wirkung zum 8. Mai 1945 wurden sie im Jahr 1955 vom Amtsgericht Nürnberg für tot erklärt. |
| Schüruferstr. 328 Aplerbeck ⊙              | 10. Sep. 2007                   | Hier wohnte Albert Cohen Jg. 1873 Flucht Holland deportiert 1943 aus Westerbork Sobibor ermordet April 1943                                                                 | | Albert Cohen wurde in Horstmar bei Burgsteinfurt geboren. Er übte unterschiedliche Tätigkeiten aus. Als Lehrer arbeitete er in Holzwickede und in Aplerbeck war er Prediger der Synagogengemeinde, Mitglied der Amtsversammlung und der Gemeindeversammlung sowie der Schuldeputation. In Hörde gehörte er der Kreisversammlung an sowie dem Steuerausschuss des Finanzamtes Dortmund-Hörde. Albert Cohen lebte mit seiner Frau Henriette und seiner Schwägerin Sophie Levy lange in der Schüruferstr 328. 1933 wurde Henriette Cohen verhaftet und in der Steinwache in Dortmund verhört. Danach verließ die Familie noch 1933 Dortmund. Albert Cohen ging nach Hamburg, Henriette Cohen nach Enschede und Sophie Levy nach Düsseldorf. Später trafen sie sich in den Niederlanden wieder. Nach Angaben der Gedenkstätte Westerbork lebten sie in Enschede. Am 12. April 1943 wurden sie verhaftet und kamen in das KZ Westerbork. Acht Tage später nach Sobibor in Polen, wo sie gemeinsam am 23. April 1943 ermordet wurden. |
| Schüruferstr. 328 Aplerbeck ⊙              | 10. Sep. 2007                   | Hier wohnte Henriette Cohen geb. Levy Jg. 1873 Flucht Holland deportiert 1943 aus Westerbork Sobibor ermordet April 1943                                                    | | Albert Cohen wurde in Horstmar bei Burgsteinfurt geboren. Er übte unterschiedliche Tätigkeiten aus. Als Lehrer arbeitete er in Holzwickede und in Aplerbeck war er Prediger der Synagogengemeinde, Mitglied der Amtsversammlung und der Gemeindeversammlung sowie der Schuldeputation. In Hörde gehörte er der Kreisversammlung an sowie dem Steuerausschuss des Finanzamtes Dortmund-Hörde. Albert Cohen lebte mit seiner Frau Henriette und seiner Schwägerin Sophie Levy lange in der Schüruferstr 328. 1933 wurde Henriette Cohen verhaftet und in der Steinwache in Dortmund verhört. Danach verließ die Familie noch 1933 Dortmund. Albert Cohen ging nach Hamburg, Henriette Cohen nach Enschede und Sophie Levy nach Düsseldorf. Später trafen sie sich in den Niederlanden wieder. Nach Angaben der Gedenkstätte Westerbork lebten sie in Enschede. Am 12. April 1943 wurden sie verhaftet und kamen in das KZ Westerbork. Acht Tage später nach Sobibor in Polen, wo sie gemeinsam am 23. April 1943 ermordet wurden. |
| Schüruferstr. 328 Aplerbeck ⊙              | 10. Sep. 2007                   | Hier wohnte Sophie Levy Jg. 1867 Flucht Holland deportiert 1943 aus Westerbork Sobibor ermordet April 1943                                                                  | | Albert Cohen wurde in Horstmar bei Burgsteinfurt geboren. Er übte unterschiedliche Tätigkeiten aus. Als Lehrer arbeitete er in Holzwickede und in Aplerbeck war er Prediger der Synagogengemeinde, Mitglied der Amtsversammlung und der Gemeindeversammlung sowie der Schuldeputation. In Hörde gehörte er der Kreisversammlung an sowie dem Steuerausschuss des Finanzamtes Dortmund-Hörde. Albert Cohen lebte mit seiner Frau Henriette und seiner Schwägerin Sophie Levy lange in der Schüruferstr 328. 1933 wurde Henriette Cohen verhaftet und in der Steinwache in Dortmund verhört. Danach verließ die Familie noch 1933 Dortmund. Albert Cohen ging nach Hamburg, Henriette Cohen nach Enschede und Sophie Levy nach Düsseldorf. Später trafen sie sich in den Niederlanden wieder. Nach Angaben der Gedenkstätte Westerbork lebten sie in Enschede. Am 12. April 1943 wurden sie verhaftet und kamen in das KZ Westerbork. Acht Tage später nach Sobibor in Polen, wo sie gemeinsam am 23. April 1943 ermordet wurden. |
| Singerhoffstr. 30 Hombruch                 | 12. Apr. 2017                   | Hier wohnte Karl Schwartz Jg. 1893 im Widerstand / KPD 'Schutzhaft’ 1933 1935 Oranienburg entlassen 1936 verhaftet 13.2.1945 ermordet April 1945 Rombergpark                | | |
| Sölder Kirchweg 27 Aplerbeck ⊙             | 21. Okt. 2008                   | Hier wohnte Alex Rosenthal Jg. 1871 deportiert 1942 Theresienstadt tot 1.4.1944                                                                                             | | Im Haus Sölder Kirchweg 27 wohnte die Familie Rosenthal, vermutlich seit mindestens 1916, denn zu diesem Zeitpunkt wird die Anschrift in Bezug auf die Militärzeit von Alex Rosenthal genannt. Alex Rosenthal war Metzger von Beruf. Zur Familie gehörte die Ehefrau Agnes und die ledige Berta Rosenthal. Im Jahr 1938 zog die verwitwete Emma Süssenwein, eine geborene Rosenthal zu und ab 1941 für kurze Zeit auch Hedwig Arensberg, geb. Rosenthal mit ihren Töchtern Rosa und Martha ein. Anschließend wurden alle zur Parsevalstr. 8 gebracht. Ihr Mobiliar und ihre Vorräte wurden bei diesem Transport zerschlagen. Die sieben Personen wurden in unterschiedliche Konzentrationslager nach Theresienstadt, Auschwitz und Riga deportiert. |
| Sölder Kirchweg 27 Aplerbeck ⊙             | 21. Okt. 2008                   | Hier wohnte Agnes Rosenthal geb. Schönfeld Jg. 1879 deportiert 1942 Theresienstadt ermordet 1944 in Auschwitz                                                               | | Im Haus Sölder Kirchweg 27 wohnte die Familie Rosenthal, vermutlich seit mindestens 1916, denn zu diesem Zeitpunkt wird die Anschrift in Bezug auf die Militärzeit von Alex Rosenthal genannt. Alex Rosenthal war Metzger von Beruf. Zur Familie gehörte die Ehefrau Agnes und die ledige Berta Rosenthal. Im Jahr 1938 zog die verwitwete Emma Süssenwein, eine geborene Rosenthal zu und ab 1941 für kurze Zeit auch Hedwig Arensberg, geb. Rosenthal mit ihren Töchtern Rosa und Martha ein. Anschließend wurden alle zur Parsevalstr. 8 gebracht. Ihr Mobiliar und ihre Vorräte wurden bei diesem Transport zerschlagen. Die sieben Personen wurden in unterschiedliche Konzentrationslager nach Theresienstadt, Auschwitz und Riga deportiert. |
| Sölder Kirchweg 27 Aplerbeck ⊙             | 21. Okt. 2008                   | Hier wohnte Berta Rosenthal Jg. 1867 deportiert 1942 Theresienstadt tot 17.9.1942                                                                                           | | Im Haus Sölder Kirchweg 27 wohnte die Familie Rosenthal, vermutlich seit mindestens 1916, denn zu diesem Zeitpunkt wird die Anschrift in Bezug auf die Militärzeit von Alex Rosenthal genannt. Alex Rosenthal war Metzger von Beruf. Zur Familie gehörte die Ehefrau Agnes und die ledige Berta Rosenthal. Im Jahr 1938 zog die verwitwete Emma Süssenwein, eine geborene Rosenthal zu und ab 1941 für kurze Zeit auch Hedwig Arensberg, geb. Rosenthal mit ihren Töchtern Rosa und Martha ein. Anschließend wurden alle zur Parsevalstr. 8 gebracht. Ihr Mobiliar und ihre Vorräte wurden bei diesem Transport zerschlagen. Die sieben Personen wurden in unterschiedliche Konzentrationslager nach Theresienstadt, Auschwitz und Riga deportiert. |
| Sölder Kirchweg 27 Aplerbeck ⊙             | 21. Okt. 2008                   | Hier wohnte Emma Süssenwein geb. Rosenthal Jg. 1877 deportiert 1942 Riga ermordet                                                                                           | | Im Haus Sölder Kirchweg 27 wohnte die Familie Rosenthal, vermutlich seit mindestens 1916, denn zu diesem Zeitpunkt wird die Anschrift in Bezug auf die Militärzeit von Alex Rosenthal genannt. Alex Rosenthal war Metzger von Beruf. Zur Familie gehörte die Ehefrau Agnes und die ledige Berta Rosenthal. Im Jahr 1938 zog die verwitwete Emma Süssenwein, eine geborene Rosenthal zu und ab 1941 für kurze Zeit auch Hedwig Arensberg, geb. Rosenthal mit ihren Töchtern Rosa und Martha ein. Anschließend wurden alle zur Parsevalstr. 8 gebracht. Ihr Mobiliar und ihre Vorräte wurden bei diesem Transport zerschlagen. Die sieben Personen wurden in unterschiedliche Konzentrationslager nach Theresienstadt, Auschwitz und Riga deportiert. |
| Sölder Str. 67–69 Aplerbeck ⊙              | 7. März 2006                    | Hier wohnte/ lehrte Friedrich Menze Jg. 1884 interniert 1944 Sachsenhausen ermordet in Bergen-Belsen                                                                        | | Friedrich Fritz Menze Sozialdemokrat und von 1928 bis 1931 Hauptlehrer an einer Schule in Dortmund-Renninghausen gehörte dem Hörder Gemeinderat und nach der Eingemeindung von Hörde dem Rat der Stadt Dortmund an. Mit seiner Familie wohnte er in der Sölder Straße 67 neben der Evangelischen Schule Sölder Str. 69. Bis zu seiner Entlassung aus dem Schuldienst 1931 war er dort Schulleiter. Anschließend versuchte er als Erwerbsloser sich und seine Familie durchzuschlagen. Zuletzt wohnte er in der Straße Lohheide 5. Während der Aktion „Gewitter“ wurde er am 22. August 1944 festgenommen und in der Steinwache inhaftiert. Am 12. September 1944 wurde er nach Sachsenhausen-Oranienburg gebracht und in Bergen-Belsen ermordet 1947 wurde er mit dem Datum 8. Mai 1945 für tot erklärt. Seine Witwe kehrte in der Nachkriegszeit in die Sölder Str. 67 zurück. |
| Stahlwerkstr. 21 DO-Nord ⊙                 | 13. Aug. 2010                   | Hier wohnte Manfred Bernhardt Jg. 1929 eingewiesen 1942 'Heilanstalt' Dortmund-Aplerbeck ermordet 3.6.1943                                                                  | | |
| Steinstr. 42 DO-Nord ⊙                     | 6. Feb. 2007                    | Hier wohnte Paul Winzen Jg. 1911 verhaftet 1940 wg. 'Hochverrat' hingerichtet 12.6.1942 Berlin-Plötzensee                                                                   | | |
| Steinstr. 50 DO-Nord ⊙                     | 10. Sep. 2007                   | Alfred Hillmer Jg. 1893 verhaftet 1934 'Hochverrat' Gestapohaft / gefoltert tot an Haftfolgen 18.6.1934                                                                     | | |
| Steinstr. 50 DO-Nord ⊙                     | 10. Sep. 2007                   | Heinrich Flach Jg. 1899 verhaftet 1938 'Hochverrat' Gestapohaft / gefoltert Flucht in den Tod 2.4.1938                                                                      | | |
| Steinstr. 50 DO-Nord ⊙                     | 6. Feb. 2007                    | August Dreike Jg. 1889 verhaftet 1945 von Gestapo ermordet 23.1.1945 Steinwache                                                                                             | | |
| Steinstr. 50 DO-Nord ⊙                     | 6. Feb. 2007                    | Georg Schmidt Jg. 1905 verhaftet 1934 von Gestapo ermordet 22.3.1934 Steinwache                                                                                             | | |
| Steinstr. 50 DO-Nord ⊙                     | 10. Sep. 2007                   | Josef Fillo Jg. 1879 verhaftet 8.4.1943 tot 24.4.1943 | | |
| Steinstr. 50 DO-Nord ⊙                     | 10. Sep. 2007                   | Eduard Niestatek Jg. 1904 verhaftet 1933 KZ Esterwegen verhaftet 1941 'Hochverrat' tot 25.3.1941                                                                            | | |
| Stiftstr. 15 DO-West                       | 9. Okt. 2020                    | Hier wohnte Fanny Nagel geb. Elkeles Jg. 1864 deportiert 1942 Theresienstadt 1942 Treblinka ermordet                                                                        | | |
| Stiftstr. 17 DO-West ⊙                     | 16. Dez. 2016                   | Hier wohnte Elise Kleffmann geb. Isaak Jg. 1885 deportiert 1942 Riga ermordet 1942                                                                                          | | |
| Stolzestr. 19 DO-Ost ⊙                     | 13. Aug. 2010                   | Hier wohnte Jenny Bleicher Jg. 1876 deportiert 1942 Riga ermordet | | |
| Stolzestr. 19 DO-Ost ⊙                     | 13. Aug. 2010                   | Hier wohnte Berta Bleicher Jg. 1883 deportiert 1942 Riga ermordet | | |
| Stolzestr. 19 DO-Ost ⊙                     | 13. Aug. 2010                   | Hier wohnte Flora Bleicher Jg. 1886 deportiert 1942 Riga ermordet | | |
| Sudermannstr. 23 DO-West ⊙                 | 19. Feb. 2013                   | Hier wohnte Johann Sniegowski Jg. 1919 'Wehrkraftzersetzung' standrechtlich erschossen 8.8.1940                                                                             | | Johann Sniegowski war Sohn einer polnischstämmigen Familie. Weil er sich nach seiner Einberufung weigerte, auf Polen zu schießen, wurde er standrechtlich erschossen. |
| Vinckeplatz 7 DO-West ⊙                    | 4. Dez. 2006                    | Hier wohnte Louis Grüneberg Jg. 1878 deportiert 1942 Theresienstadt ermordet 1944 in Auschwitz                                                                              | | |
| Vinckeplatz 7 DO-West ⊙                    | 4. Dez. 2006                    | Hier wohnte Rose Grüneberg geb. Alexander Jg. 1876 deportiert 1942 Theresienstadt ermordet 1944 in Auschwitz                                                                | | |
| Virchowstr. 14 Hörde                       | 6. Dez. 2007                    | Hier wohnte Jakob Koppel Jg. 1882 deportiert 1943 Theresienstadt überlebt tot an Haftfolgen                                                                                 | | Dr. jur. Jakob Koppel wurde am 8. August 1882 in Norden geboren. Er war jüdischer Anwalt und zog 1919 in die Virchowstraße 14 nach Dortmund und heiratete im gleichen Jahr seine Frau Cläre Gans. Das Ehepaar zog 1934 in die Seydlitzstraße 35 und 1943 in die Hermannstr. 50, von wo es kurz darauf in das KZ Theresienstadt deportiert wurde. Sie überlebten den dortigen Aufenthalt und kehrten 1945 nach Dortmund zurück. Jakob Koppel starb 1952 an den Spätfolgen des KZ-Aufenthaltes. Cläre Koppel dagegen verstarb erst 1996 in Waldniel. |
| Wambeler Str. 11 DO-Nord                   | 11. Dez. 2014                   | Hier wohnte Franz Hippler Jg. 1895 im Widerstand verhaftet 1935 Zuchthaus 1939–1943 Buchenwald verhaftet 19.2.1945 ermordet April 1945 Rombergpark                          | | Franz Hippler wurde am 14. April 1889 in Allenstein geboren. Als er neun Jahre alt war, zog seine Familie nach Dortmund. 1929 wurde er Mitglied der KPD. Nach der „Machtergreifung“ der Nationalsozialisten wurde Hippler in das Gestapo-Gefängnis Steinwache verschleppt und misshandelt. Nach der Entlassung arbeitete er im Untergrund für die KPD. Im Jahr 1935 wurde er wieder verhaftet und wegen „Vorbereitung des Hochverrats“ verurteilt. Nach Ende der Haft wurde er jedoch nicht entlassen, sondern im Juli 1939 ins KZ Buchenwald deportiert. Im April 1943 wurde er entlassen und kehrte nach Dortmund zurück. Hier wurde er 1945 wieder verhaftet und kurz vor Kriegsende im Rombergpark ermordet. |
| Wengestr. 9 Huckarde                       | 11. Dez. 2014                   | Hier wohnte Karl Altenhenne Jg. 1878 im Widerstand / KPD mehrmals verhaftet 1934 Esterwegen 1935 entlassen verhaftet 9.2.1945 ermordet April 1945 Rombergpark               | | Karl Altenhenne, geboren am 23. Juli 1878 in Huckarde, Hauer, KPD-Stadtverordneter in Dortmund (1928 bis 1933). Altenhenne war vom 24. Mai bis 2. Juni und vom 15. Juni 1933 bis 18. Mai 1934 in „Schutzhaft“, zuletzt im KZ Esterwegen. Die Gestapo nahm ihn und seine Familie am 9. Februar 1945 erneut fest, kurz vor Kriegsende wurde er im Rombergpark ermordet. |
| Weisbachstr. 18 DO-West                    | 9. Okt. 2020                    | Hier wohnte Emanuel Goldschmidt Jg. 1867 Umzug 1941 jüdisches Altersheim Unna deportiert 1942 Theresienstadt ermordet 2.6.1943                                              | | |
| Weisbachstr. 18 DO-West                    | 9. Okt. 2020                    | Hier wohnte Helene Goldschmidt geb. Löwenstein Jg. 1865 Umzug 1941 jüdisches Altersheim Unna Lager Schlosshof Bielefeld ermordet 4.9.1942                                   | | |
| Wenkerstraße 12 ⊙                          | 6. Juni 2023                    | Hier wohnte Max Grünewald | | |
| Wenkerstraße 12 ⊙                          | 6. Juni 2023                    | Hier wohnte Hildegard Grünewald | | |
| Wenkerstraße 12 ⊙                          | 6. Juni 2023                    | Hier wohnte Ruth Grünewald | | |
| Wenkerstraße 12 ⊙                          | 6. Juni 2023                    | Hier wohnte Hanna Emma Grünewald | | |
| Westenhellweg 91/93 DO-West ⊙              | 15. Sep. 2018                   | Hier wohnte Dr. Hugo Cohen Jg. 1876 seit 1936 mehrfach verhaftet / verurteilt § 175 1938 Sachsenhausen deportiert 1942 Riga 'Aktion Dünamünde' ermordet März 1942           | | |
| Wickeder Hellweg 91 Brackel ⊙              | 19. Okt. 2005                   | Hier wohnte Ruth Oppenheimer Jg. 1932 deportiert 1942 Zamosc ??? | | |
| Wickeder Hellweg 91 Brackel ⊙              | 19. Okt. 2005                   | Hier wohnte Johanna Oppenheimer geb. Cohen Jg. 1899 deportiert 1942 Zamosc ???                                                                                              | | |
| Wickeder Hellweg 91 Brackel ⊙              | 19. Okt. 2005                   | Hier wohnte Levi Cohen Jg. 1870 deportiert 1942 Theresienstadt ermordet in Treblinka                                                                                        | | |
| Wickeder Hellweg 118 Brackel ⊙             | 10. Sep. 2007                   | Hier wohnte Alfred Gottschalk Jg. 1910 Flucht Frankreich Lager Gurs tot in Cosel                                                                                            | | |
| Wickeder Hellweg 118 Brackel ⊙             | 10. Sep. 2007                   | Hier wohnte Martha Gottschalk geb. Steinweg Jg. 1884 deportiert 1942 Theresienstadt tot 2.10.1943                                                                           | | |
| Wickeder Hellweg 118 Brackel ⊙             | 10. Sep. 2007                   | Hier wohnte Siegmund Gottschalk Jg. 1876 deportiert 1942 Theresienstadt tot 6.4.1943                                                                                        | | |
| Wieckesweg 44 Brackel ⊙                    | 6. Feb. 2007                    | Hier wohnte Karl Herzberg Jg. 1893 misshandelt von SS tot 12.11.1939 | | |
| Williburgstr. 6 Mengede ⊙                  | 7. März 2006                    | Hier wohnte Salomon Heimberg Jg. 1892 deportiert 1942 Riga-Stutthof Dachau überlebt                                                                                         | | |
| Williburgstr. 6 Mengede ⊙                  | 7. März 2006                    | Hier wohnte Else Heimberg geb. Bachmann Jg. 1893 deportiert 1942 Riga-Stutthof tot 1944                                                                                     | | |
| Wittbräucker Str. 4 Aplerbeck ⊙            | 4. Dez. 2006                    | Hier wohnte Johanna Salomon Jg. 1882 deportiert 1941 Łodz-Chelmno ermordet                                                                                                  | | Johanna Salomon lebte und arbeitete im Haus Wittbräucker Str. 4, in dem sich das Manufakturwaren- und Modegeschäft ihres Schwagers Moritz Herzberg befand. Nach der erzwungenen Geschäftsaufgabe zog sie mit ihrer Schwester und ihrem Neffen sowie einer weiteren Angestellten nach Essen. Von dort wurde sie am 26./27. Oktober 1941 nach Lotz deportiert. |